# Александр Македонский

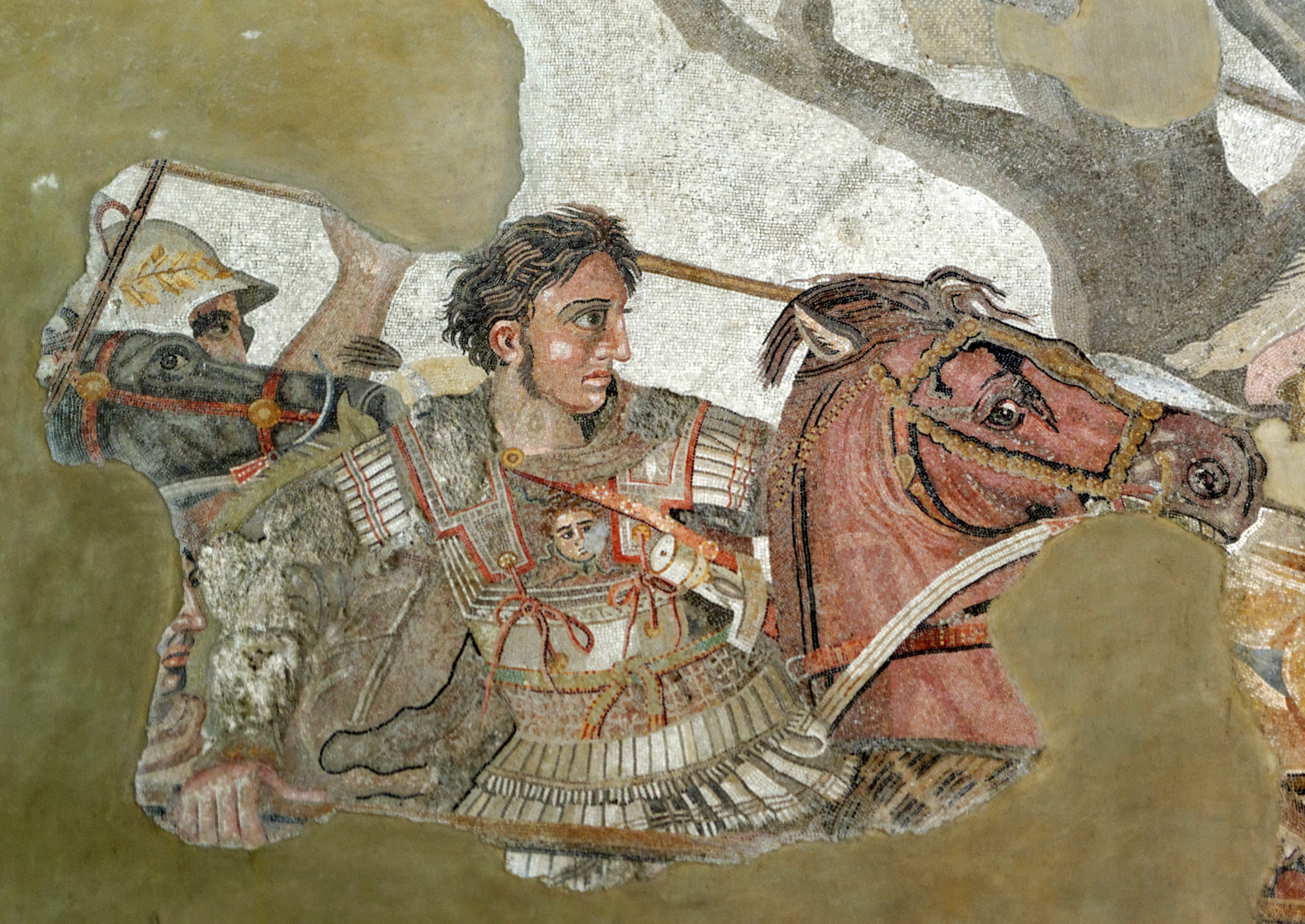
Александр Македонский на фрагменте древнеримской мозаики из Помпей (вероятно, копия с древнегреческой картины IV века до н. э.)

Алекса́ндр Македо́нский (Александр III Великий, др.-греч. Ἀλέξανδρος Γ' ὁ Μέγας; предположительно 20/23 июля или 6/10 октября 356 года до н. э., Пелла — 10 или 13 июня 323 года до н. э., Вавилон) — царь Македонии из династии Аргеадов (с 336 года до н. э.), выдающийся полководец, создатель мировой державы, распавшейся после его смерти.
После гибели своего отца Филиппа II Александр в возрасте 20 лет был объявлен царём. Он подавил восстание фракийцев и заново подчинил Грецию, где были разрушены мятежные Фивы. В 334 году до н. э. Александр переправился в Малую Азию, начав таким образом войну с Персидской державой. При Гранике он разгромил сатрапов, а при Иссе (333 год до н. э.) — самого царя Дария III, после чего подчинил Сирию, Иудею и Египет. В 331 году до н. э. при Гавгамелах в Месопотамии Александр одержал решающую победу. Дарий позже был убит; Александр, заняв внутренние районы Персии, принял титул «царь Азии», окружил себя представителями восточной знати и начал думать о завоевании мира. За три года (329—326 годы до н. э.) он завоевал Среднюю Азию, а потом вторгся в Индию, но утомлённое войско отказалось идти дальше. Александр повернул назад и в 324 году до н. э. прибыл в Вавилон, ставший его столицей. В следующем году, во время подготовки к походу в Аравию, Александр умер в возрасте тридцати двух лет.
Созданная в ходе завоеваний держава вскоре распалась, разделённая между полководцами царя — диадохами. Тем не менее благодаря походам Александра началось распространение греческой культуры на Востоке, заложившее основу эллинизма.
Александр ещё в античную эпоху был признан одним из величайших полководцев в истории. Его имя активно использовалось в политической пропаганде. В Средние века одной из самых популярных книг в Европе и ряде регионов Азии и Африки стал «Роман об Александре», наполнивший биографию заглавного героя вымышленными эпизодами; в мусульманской традиции Александра начали отождествлять с Зу-ль-Карнайном. В эпоху барокко македонский царь стал популярным персонажем театра и живописи.
В западной историографии царь известен как Алекса́ндр Вели́кий.

## Биография

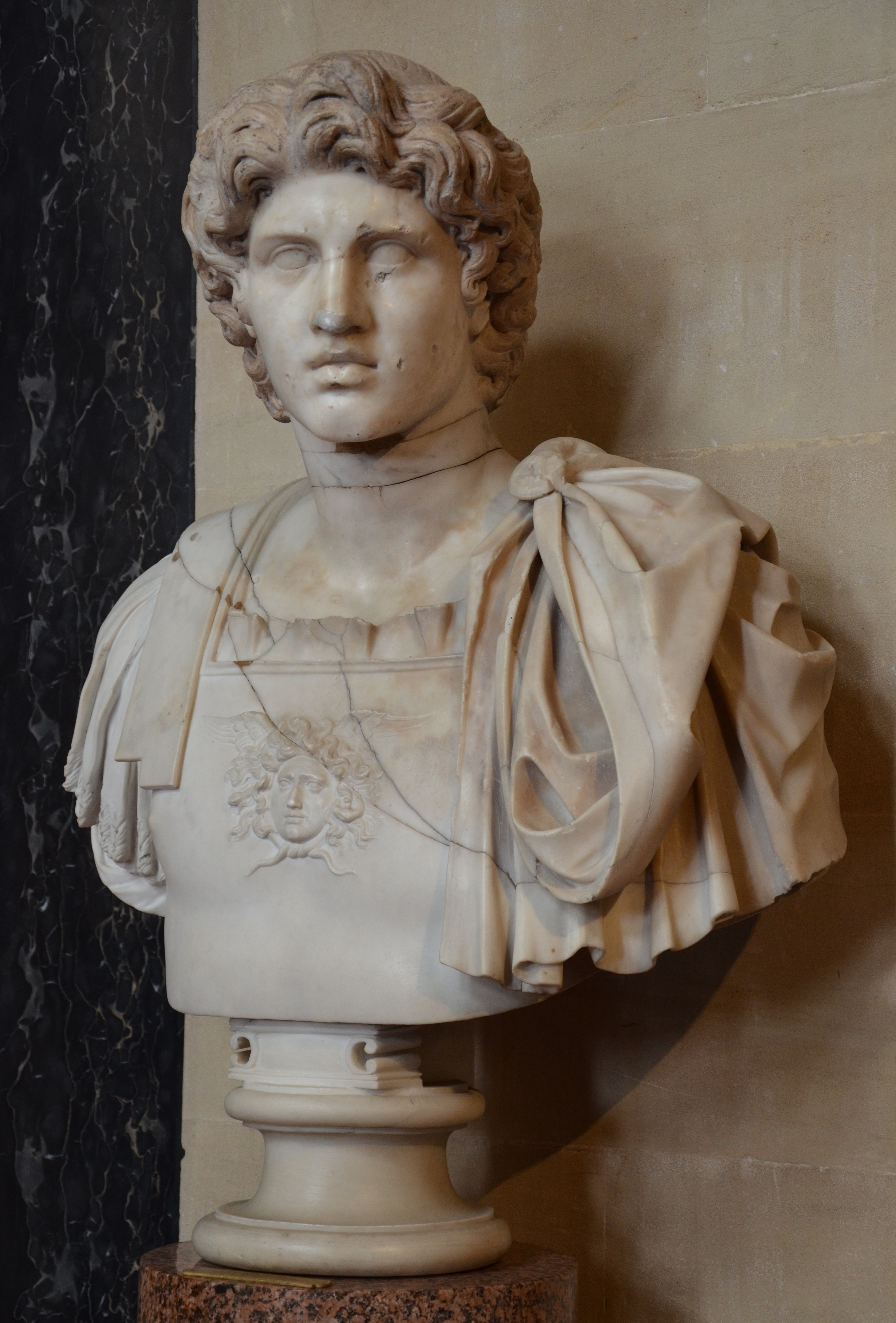
Римский бюст Александра Македонского, извлечённый из руин Геркуланума, Бленхеймский дворец, Оксфордшир, Великобритания

### Происхождение
Александр принадлежал к династии Аргеадов, которая правила Македонией с начала её истории. Античные авторы причисляют эту династию к Гераклидам; согласно легенде, Теменид Каран (младший брат царя Аргоса Фидона и потомок Геракла в одиннадцатом поколении) либо его потомок Пердикка в VII веке до н. э. переселился из Пелопоннеса на север, где основал своё царство. Сын Пердикки Аргей дал своё имя династии. Его отдалённым потомком стал Александр III.
До IV века до н. э. Македония была небольшим и слабым царством, страдавшим от вторжений фракийцев и иллирийцев с севера, от эллинской экспансии с юга; хотя македоняне говорили, по-видимому, на одном из диалектов греческого языка, греки считали их варварами. Дед Александра Аминта III, принадлежавший к младшей ветви династии и захвативший власть путём убийства предшественника, сохранил своё положение только благодаря лавированию между разными государствами Эллады. Его сын Филипп II смог резко увеличить государственные доходы, создать сильную армию, подчинить князей Верхней Македонии, разбить северных соседей и начать по одному покорять греческие полисы. Женой Филиппа и матерью Александра была эпирская царевна Олимпиада — дочь царя Неоптолема I из династии Пирридов, чьё происхождение возводили к Ахиллу. Таким образом, Александр и по мужской, и по женской линиям считался потомком богов и величайших героев древности. Осознание этого факта существенно повлияло на формирование его личности.
Филипп II был женат в общей сложности семь раз, причём жил со всеми жёнами одновременно. Полнородной сестрой Александра была Клеопатра. Кроме того, у Александра были единокровный брат Арридей (от Филинны из Ларисы) и единокровные сёстры: Фессалоника (от Никесиполиды из Фер), Кинана (от иллирийской княжны Аудаты), Европа (от Клеопатры). Арридей был на год старше брата, но страдал слабоумием, так что Александр считался единственно возможным наследником своего отца.

### Рождение и детство

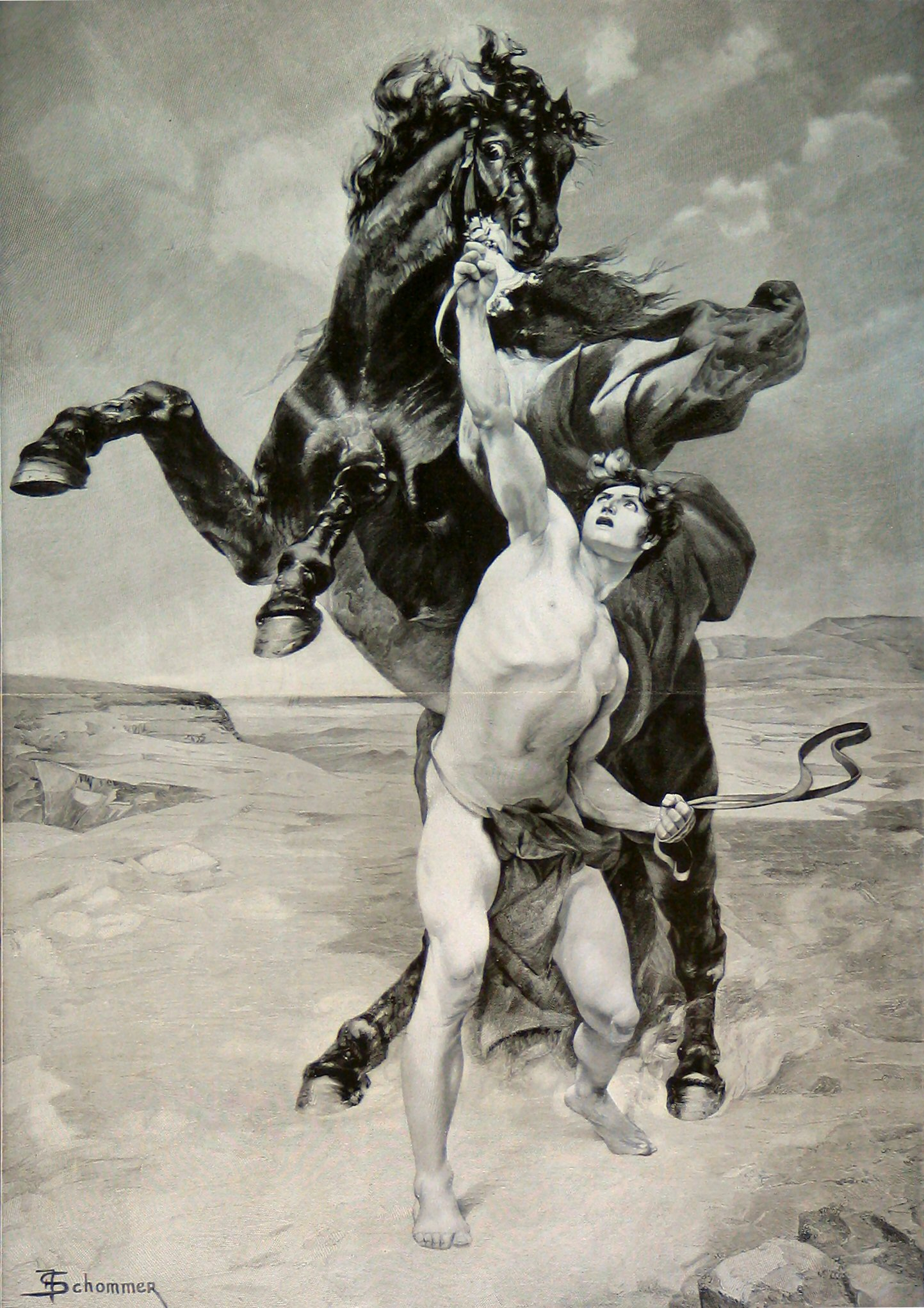
Художник Франсуа Шоммер. Александр Великий, укрощающий Буцефала.

Александр родился в 356 году до н. э. в македонской столице Пелле. По преданию, это произошло в ночь, когда Герострат поджёг храм Артемиды Эфесской, одно из «Семи чудес света», и персидские маги сразу интерпретировали этот пожар как знамение будущей катастрофы для их державы. Гегесий из Магнесии впоследствии дал этому совпадению другое объяснение: «Нет ничего удивительного в том, что храм Артемиды сгорел: ведь богиня была в это время занята, помогая Александру появиться на свет».
Царь Филипп, в то время осаждавший Потидею, согласно источникам, получил известие о рождении сына в день взятия города; другие гонцы в тот же день сообщили ему о большой победе македонян в битве с иллирийцами и о том, что его скаковая лошадь оказалась самой быстрой на Олимпийских играх. Впрочем, поскольку всевозможные знамения всегда сопровождали рождение и жизнь великих людей античности, информацию обо всех этих совпадениях учёные признают легендарной.
Точный день рождения Александра неизвестен. Плутарх пишет о «шестом дне месяца гекатомбеона, который у македонян называется лой». Многие историки принимают за 1 день гекатомбеона 15 июля, а рождение Александра датируют соответственно 20 июля, но есть мнения в пользу 21 и 23 чисел. В то же время Аристобул из Кассандрии сообщает, что царь прожил 32 года и 8 месяцев, а значит, родился осенью; согласно Демосфену, македонский месяц лой соответствовал не гекатомбеону, а боэдромиону, то есть приходился на сентябрь—октябрь. Поэтому есть ещё одна предположительная дата рождения — период с 6 по 10 октября.
Ребёнок был назван в честь его предка Александра I, прозванного «Филэллином» («другом греков»), и здесь мог быть политический подтекст.
В течение всего детства царевича его отец постоянно был в походах, так что большую часть времени ребёнок проводил с матерью. Та была женщиной «тяжёлого нрава», «ревнивой и скорой на гнев» и испытывала к мужу сильную неприязнь; вероятно, она часто критиковала Филиппа в присутствии сына, из-за чего у Александра сформировалось двойственное отношение к отцу: Филипп вызывал его восхищение и одновременно был ему неприятен. Первым наставником царевича стал родственник Олимпиады Леонид из Эпира, обращавшийся с Александром очень строго (тем не менее привязанность к нему Александр сохранил на всю жизнь). Леониду подчинялся ещё один воспитатель, акарнанец Лисимах; известно, что он называл царевича Ахиллом, а себя — Фениксом. В компании ровесников-аристократов Александр начал получать типичное для своей эпохи образование, включавшее обучение чтению, счёту и письму, гимнастику, музыку, изучение классической литературы (в первую очередь поэм Гомера), геометрии, начал философии.
Ребёнок был очень вспыльчивым и чувствительным, но при этом проявлял любознательность и прилежание. В источниках есть целый ряд историй, показывающих незаурядные способности юного царевича. Так, однажды Александр принял персидских послов в отсутствие отца и «не задал ни одного детского или малозначительного вопроса, а расспрашивал о протяжённости дорог, о способах путешествия в глубь Персии, о самом царе — каков он в борьбе с врагами, а также о том, каковы силы и могущество персов»; удивлённые послы увидели в мальчике «величие замыслов и стремлений». В другой раз Александр смог объездить неукротимого коня Буцефала, поскольку понял, что тот просто боится собственной тени. После этого Филипп, согласно Плутарху, воскликнул: «Ищи, сын мой, царство по себе, ибо Македония для тебя слишком мала!».
В 343 или 342 году до н. э. Филипп решил отправить сына вместе с другими знатными юношами в город Миеза — возможно, чтобы разлучить его с матерью. С этого времени до 340 года до н. э. наставником Александра был философ Аристотель, связанный узами дружбы с македонским царским домом.
Источники не дают чёткой информации о том, чему Аристотель учил царевича. Предположительно Александр изучал философию, риторику, геометрию, медицину, зоологию, географию. Он основательно познакомился с греческой литературой: известно, что Александр очень любил и часто перечитывал «Илиаду» Гомера, придавая большое значение своему происхождению от Ахилла через мать, хорошо знал «Анабасис» Ксенофонта, трагедии Еврипида, стихи Пиндара, Стесихора, Телеста, Филоксена и других поэтов, «Историю» Геродота.

### Юность
Не позже 342 года до н. э. Филипп официально признал сына наследником македонского престола. Весной 340 года до н. э. Александр, которому шёл тогда шестнадцатый год, был вызван отцом в Пеллу; царь отправился осаждать греческие города Пропонтиды, а сына оставил в столице в качестве регента, но под присмотром опытных полководцев Антипатра и Пармениона. В это время против Македонии восстало фракийское племя медов; царевич разбил восставших и основал в их землях город Александрополь (по аналогии с Филиппополем, который его отец назвал в свою честь).
Два года спустя Александр был рядом с отцом, вторгшимся в Среднюю Грецию. В решающей битве при Херонее он (по-видимому, снова опекаемый Антипатром и Парменионом) командовал конницей гетайров на левом фланге и возглавил атаку, решившую исход сражения: ему удалось уничтожить фиванский Священный отряд, а потом разгромить весь правый фланг противника. После заключения мира Александр возглавил делегацию, привёзшую в Афины пепел погибших воинов.
Несмотря на всё это, взаимоотношения царевича с отцом в те годы оставляли желать лучшего. Исследователи пишут о психологическом отчуждении, связанном с дефицитом общения и позицией Олимпиады; об этом может свидетельствовать тот факт, что Александр считал воспитателя Леонида своим приёмным отцом. По отношению к Филиппу царевич испытывал ревность и зависть, жалуясь друзьям после каждой победы Македонии: «Отец успеет захватить всё, так что мне вместе с вами не удастся совершить ничего великого и блестящего». Даже имея статус наследника престола, Александр был далёк от государственных дел, и многие вельможи и военачальники его не поддерживали как наполовину эпирца по крови, находящегося под влиянием матери-чужеземки. Положение стало угрожающим для царевича, когда Филипп женился в седьмой раз — на знатной македонянке Клеопатре. Гипотетический сын, рождённый в этом браке, был бы чистокровным македонянином, а значит, идеальным наследником своего отца; открытое заявление об этом прозвучало уже на свадьбе из уст Аттала, дяди невесты:

Аттал… опьянев во время пиршества, стал призывать македонян молить богов, чтобы у Филиппа и Клеопатры родился законный наследник престола. Взбешённый этим Александр вскричал: «Так что же, негодяй, я по-твоему незаконнорождённый, что ли?» — и швырнул в Аттала чашу. Филипп бросился на сына, обнажив меч, но по счастью для обоих гнев и вино сделали своё дело: царь споткнулся и упал. Александр, издеваясь над отцом, сказал: «Смотрите, люди! Этот человек, который собирается переправиться из Европы в Азию, растянулся, переправляясь от ложа к ложу».
— Плутарх. Александр, 9.
После этой стычки произошёл открытый разрыв. Царевич уехал вместе с матерью в Эпир, к своему дяде Александру, а оттуда — к иллирийцам, заклятым врагам Македонии. Известно, что Олимпиада побуждала своего брата начать войну с Филиппом; возможно, её сын сделал такое же предложение иллирийцам.
Филипп вскоре прислал к Александру в качестве своего доверенного лица Демарата из Коринфа и добился возвращения сына в Пеллу, но окончательное примирение между ними так и не произошло.
Ещё раз отец и сын поссорились из-за переговоров с правителем Карии Пиксодаром (337 год до н. э.). Между ним и македонским царём шли переговоры о союзе, который должна была закрепить свадьба между дочерью Пиксодара Адой и сыном Филиппа II Арридеем. Александр воспринял это как ущемление его прав. Он направил в Карию своего друга Фессала с сообщением, что сам готов жениться на Аде. Это предложение пришлось Пиксодару по душе и он ответил согласием. Вмешательство в свои планы Александра могло быть воспринято Филиппом в качестве узурпации царской прерогативы устраивать браки представителей правящей династии. Также царь был крайне недоволен срывом своих военных и политических планов. Филипп II, узнав о таком повороте, немедленно прервал переговоры, а сына разбранил, «называя человеком низменным, недостойным своего высокого положения, раз он хочет стать зятем карийца, подвластного царю варваров». Многие друзья царевича — Неарх, Птолемей, Гарпал, Эригий, Лаомедон — были изгнаны, а Фессал был закован в цепи.
В 336 году до н. э. Филипп попытался нейтрализовать своего шурина Александра Эпирского, выдав за него свою дочь от Олимпиады Клеопатру. В день свадьбы в Эгах, в присутствии Александра, царь был заколот своим телохранителем Павсанием. Точных данных о мотивах убийцы в источниках нет: по официальной версии, Павсаний мстил за личную обиду, но ходили слухи, что Александр и Олимпиада были осведомлены о его планах или даже сделали его своим орудием. Участие царевича в заговоре считается вероятным, но недоказуемым. Хорошо знавшее и видевшее Александра в сражениях македонское войско провозгласило его царём (вероятно, по указке Антипатра).

### Начало правления

Греция и Македония в 336 году до н. э.

Гибель отца Александр использовал для того, чтобы расправиться со всеми потенциальными источниками угрозы для своей власти. Двоих Линкестидов (представителей княжеской семьи из Линкестиды в Верхней Македонии), Арравея и Геромена, распяли на крестах у могилы Филиппа. Был убит Аминта, двоюродный брат и зять Александра; один источник сообщает о родном брате царя Каране, которого тоже убили; Аттал был казнён по обвинению в измене, и его участь разделили все ближайшие родственники мужского пола. Наконец, Олимпиада принудила к самоубийству последнюю из жён Филиппа, Клеопатру, а её новорождённую дочь приказала убить. В результате у Александра не осталось потенциальных врагов внутри Македонии. Знать и народ новый царь привлёк на свою сторону отменой налогов, не обращая внимания на пустую казну и 500 талантов долга.
На момент прихода Александра к власти Македонское царство было крупной территориальной державой: оно включало не только Нижнюю Македонию, но и Верхнюю, а также Фракию, часть Иллирии и всё северное побережье Эгейского моря, ранее контролировавшееся независимыми греческими полисами. В зависимом от него положении находились Эпир (там правил шурин и зять Филиппа, обязанный ему престолом), Фессалийский союз (Филипп был его тагом) и Коринфский союз, включавший всю остальную Грецию, кроме Спарты, и признавший Филиппа своим гегемоном с широкими полномочиями. Греки формально подчинялись не Македонии, а её царю и после гибели последнего сочли себя независимыми. Враги Македонии в Афинах открыто радовались убийству Филиппа, а Фивы и Амбракия попытались изгнать оставленные Филиппом гарнизоны.
В этой ситуации Александр действовал решительно. Он быстро двинулся с армией на юг, добился своего избрания тагом Фессалии, а потом вошёл в Среднюю Грецию и разбил лагерь под Фивами. Не ожидавшие этого греческие полисы изъявили покорность и прислали своих делегатов в Коринф, где был подтверждён договор, заключённый после Херонейской битвы. Сохраняя формальную независимость, вся Эллада (кроме Спарты) теперь подчинялась Александру — гегемону Коринфского союза и стратегу-автократору в предстоявшем походе на персов; многие полисы впустили к себе македонские гарнизоны.

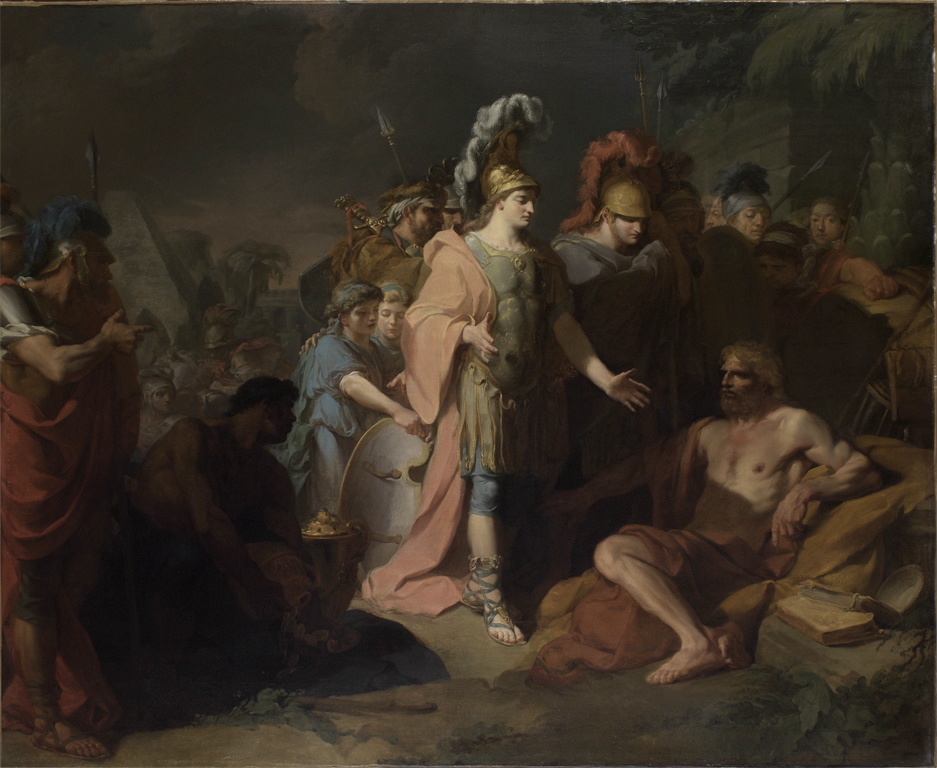
Александр: — Проси у меня что хочешь!
Диоген: — Не заслоняй мне солнца!
Жан-Батист Реньо, 1818

Перед возвращением в Македонию Александр встретился в Коринфе с философом-киником Диогеном. По легенде, царь предложил Диогену просить у него, чего он захочет, а философ ответил: «Не заслоняй мне солнца». Царь был настолько поражён гордостью и величием философа, который отнёсся к нему с таким пренебрежением, что на обратном пути сказал: «Если бы я не был Александром, я хотел бы быть Диогеном». Позже Александр посетил и Дельфы; он потребовал от пифии, чтобы она предсказала его судьбу, и услышал в ответ: «Ты непобедим, сын мой!». Александр прервал пифию словами: «Ни слова больше!» и удалился прочь, удовлетворившись столь кратким ответом.
Тем временем на севере готовились к войне иллирийцы и трибаллы. Царь решил нанести упреждающий удар: весной 335 года до н. э. он двинул 15-тысячную армию к Истру. В битве у горы Эмон Александр разбил фракийцев, занимавших сильную позицию на возвышенности, а потом одержал победу над трибаллами. Правитель последних Сирм укрылся на острове Певка на Истре. На северном берегу реки собрались войска племени гетов, и Александр счёл это вызовом: на подручных плавучих средствах он переправил армию через Истр, разбил гетов и тем самым лишил трибаллов последней надежды на успех. Приняв капитуляцию этого племени, Александр двинулся в Иллирию. Там он осадил крепость Пелион, был окружён врагами, но смог прорваться, а потом обманным манёвром выманил иллирийцев с возвышенности на равнину и разгромил.
В ходе этого похода (март—май 335 года до н. э.) Александр продемонстрировал незаурядный полководческий талант, умение импровизировать и не менее важную способность надёжно контролировать достаточно большие и разнородные воинские контингенты. П. Фор даже называет эту кампанию «быть может, самой блестящей и стремительной» в биографии Александра. Царь смог полностью обезопасить северные границы Македонии на последующие годы, пополнил свою армию фракийскими, иллирийскими и трибалльскими воинами, захватил ценную добычу. Но в Греции из-за его долгого отсутствия появились слухи, что Александр погиб. Поверив в эту новость, фиванцы восстали и осадили македонский гарнизон под командованием фрурарха Филоты в Кадмее; поддержавшие их афиняне начали переговоры о союзе с персами, а полисы Пелопоннеса двинули свои войска к Истму. Александр узнал об этом в Иллирии и тут же двинулся на юг: на путь до Беотии ему понадобилось всего 13 дней.
Узнав, что царь жив, пелопоннесцы и афиняне немедленно прекратили враждебные действия; остались только Фивы, которые не хотели сдаваться. В сентябре 335 года до н. э. Александр, получивший поддержку остальных полисов Беотии, осадил этот город. Комбинированным ударом снаружи и из Кадмеи фиванцы были разгромлены, а на улицах произошла настоящая резня, в которой погибли 6 тысяч горожан. Решать судьбу города Александр предоставил своим греческим союзникам. Те постановили разрушить Фивы, оставив только Кадмею, земли разделить между соседями, а население обратить в рабство. Всего было продано 30 тысяч человек; на вырученные деньги (примерно 440 талантов) Александр полностью или частично покрыл долги македонской казны. Больше никто не сопротивлялся Македонии. Греки, поражённые быстрой победой царя и судьбой древнего города, в ряде случаев сами привлекали к суду политиков, призывавших к восстанию. Александр ограничился требованием к афинянам изгнать одного оратора и вернулся в Македонию, где начал готовиться к походу в Азию.

### Восточный поход: от Граника до Киликии
Идея наступательной войны с Персией высказывалась в греческом мире с начала IV века до н. э. (Горгием, Эсхином, Исократом). И греки, и македоняне были в этом заинтересованы в связи с перспективой завоевания новых земель и захвата богатой добычи. Кроме того, греки могли вывести на завоёванные территории новые колонии и таким образом избавиться от излишков населения, оппозиционеров и смутьянов; Македония же, возглавив объединённую армию в восточном походе, упрочила бы свою власть над Элладой. К тому же Персия открыто выступила против Филиппа II, когда тот осаждал Перинф, и готова была поддержать врагов Филиппа в Греции. Поэтому царь незадолго до своей гибели переправил в Малую Азию часть армии во главе с Атталом и Парменионом. Официальной целью начавшейся таким образом войны было отмщение персам за сожжение греческих святилищ в 480 году до н. э. В действительности планировалось подчинение городов Восточной Эгеиды и, по-видимому, завоевание всей Малой Азии. Александр, придя к власти, остановил продвижение этого корпуса, но продолжил подготовку к большому походу на Восток.
Ранней весной 334 года до н. э. царь двинулся на персов. В Македонии он оставил наместником опытного полководца Антипатра, получившего под своё начало 12 тысяч пехотинцев и 1500 всадников. С Александром шли ещё 12 тысяч пеших македонян (9 тысяч фалангистов и 3 тысячи гипаспистов), 1500—1800 гетайров, 9 тысяч воинов балканских племён, 5 тысяч греческих наёмников. 7 тысяч гоплитов и 600 всадников выставили греческие полисы, состоявшие в Коринфском союзе, ещё 1800 кавалеристов — фессалийцы. В общей сложности армия Александра насчитывала менее 40 тысяч воинов, а после встречи с корпусом, переправившимся в Азию ещё при Филиппе, должна была вырасти до 50 тысяч. Известно, что грекам царь не доверял; ядром его армии были македонские части.
Момент для начала кампании был выбран очень удачно: весной персидский флот всё ещё находился в портах Малой Азии и не мог помешать переправе. В мае Александр преодолел Геллеспонт, высадившись в Малой Азии в районе легендарной Трои. По преданию, подплывая к берегу, царь метнул в сторону Азии копьё. Это был символический акт, показывавший, что вся эта земля будет принадлежать Македонии. О целях Александра на этом этапе войны точно ничего не известно; учёные делают предположения только о том, какую стратегию он должен был выбрать. В македонской казне на тот момент практически не было денег (царь набрал 800 талантов долгов, готовясь к своим первым походам), а македонский флот явно уступал персидскому, тогда как превосходство пехоты Александра над вражеской было очевидным. В этой ситуации Александр был заинтересован в том, чтобы его армия передвигалась как можно быстрее, занимая укреплённые города, нанося удары по врагу в поле и захватывая добычу в богатых азиатских землях.

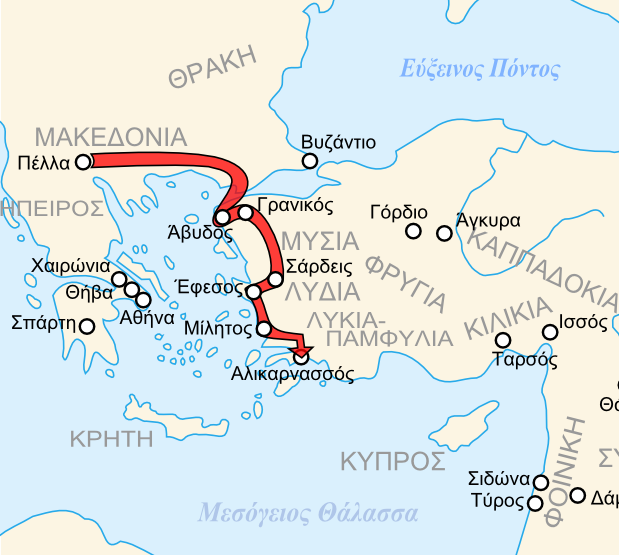
Кампания Александра 334 года
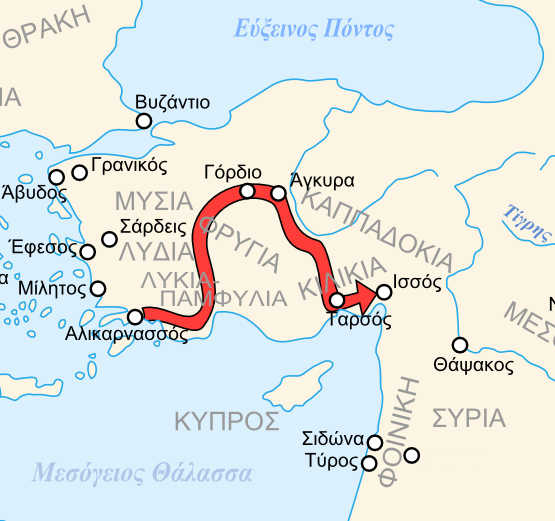
Кампания Александра 333 года
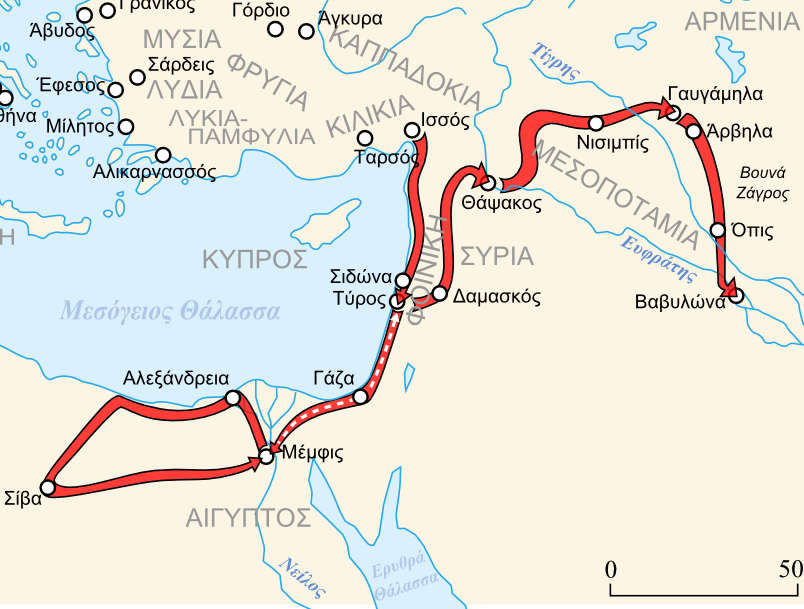
Кампания Александра 332—331 годов

Командир греческих наёмников на персидской службе Мемнон, знакомый с македонской военной системой и лично с Александром, предложил малоазийским сатрапам свой план отражения агрессии. Он предполагал отказ от сухопутных сражений, тактику «выжженной земли» (в том числе разрушение городов на пути македонян), активные действия флота и удары в тыл врагу, в Греции. Но этот план, крайне опасный для Александра, был отвергнут: сатрапы не хотели подвергать разграблению свои земли. К тому же они были уверены в силе своей конницы. На четвёртый день после высадки македонян на реке Граник недалеко от Трои произошла первая большая битва, в которой сражалась преимущественно кавалерия. Александр сам возглавил атаку гетайров и показал чудеса храбрости: он убил в единоборстве зятя Дария III, один из вражеских воинов разрубил его шлем и уже замахнулся, чтобы нанести новый удар, как вдруг подоспел Клит и своим вмешательством спас Александра от смерти. Потеряв тысячу человек убитыми, персидская конница обратилась в бегство, а служившие персам греческие наёмники отказались бежать и были перебиты. Македоняне потеряли погибшими чуть больше 100 человек.
Эта победа резко изменила ситуацию: теперь было ясно, что македонская конница сильнее вражеской, так что просторы Малой Азии были открыты перед армией Александра. Власть Ахеменидов в этом регионе рухнула. Фригия добровольно подчинилась царю, а её сатрап Арсит покончил с собой; Михран, комендант Сард, считавшихся неприступными, сдал город вместе с богатейшей казной; греческие города один за другим свергали ориентировавшиеся на персов олигархические режимы и открывали перед македонянами ворота. Александр, который в балканской Греции так же, как его отец, поддерживал олигархию, в новых условиях одобрял демократизацию политического строя. Он отменил подати, наложенные на греков персами, но при этом ввёл специальный взнос и объединил формально «освобождённые» греческие города в особый округ, во главе которого поставил своего человека. В остальном Александр сохранял на завоёванных территориях персидскую систему управления. Сатрапами он назначал македонян, греков или лояльных ему персов.
Вскоре после прибытия в Карию Александра встретила Ада, бывшая правительница Карии, отстранённая от власти своим братом Пиксодаром. Она сдала ему город Алинды, находящиеся под её управлением и выразила поддержку Александру, заявив что Александр для неё как сын (некоторые учёные интерпретируют эту фразу, записанную Аррианом, как законное усыновление). Для Александра это стало возможностью склонить на свою сторону часть карийцев — Ада по-прежнему пользовалась авторитетом в среде местной аристократии.
В первый раз после Граника македоняне встретили сопротивление в карийском городе Милете, гарнизон которого возглавлял грек Гегесистрат. Александр осадил этот город с суши, а с моря к Милету подошёл его флот, всего на несколько дней опередивший корабли персов. С помощью осадных машин македоняне разрушили крепостные стены и взяли город штурмом; персидский флот, оказавшись без запасов еды и воды, отступил. После этого у персов осталась только одна опорная база на западном побережье Малой Азии — Галикарнас. Там укрылись Мемнон с уцелевшими греческими наёмниками, сатрап Карии Оронтобат, ряд знатных македонских эмигрантов. Со стороны моря Галикарнас защищал огромный флот в 400 кораблей.

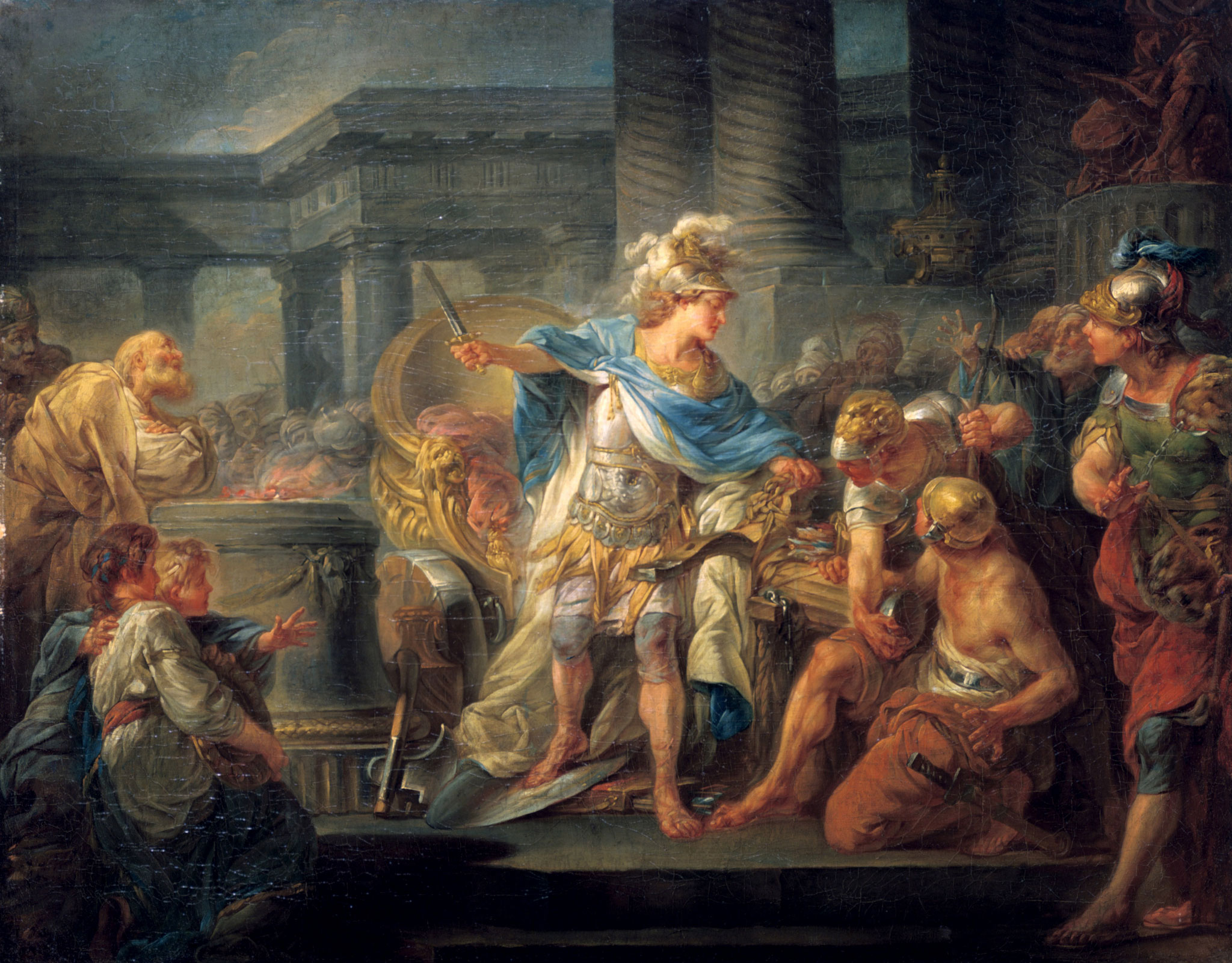
Александр перерубает гордиев узел. Жан-Симон Бертелеми, конец XVIII—начало XIX вв

Защитники Галикарнаса ожесточённо оборонялись, предпринимая вылазки и сжигая осадные башни македонян. После затяжных боёв Александру всё-таки удалось пробить крепостные стены; тогда Мемнон поджёг город, а свои войска эвакуировал на Кос. Заняв Галикарнас, македоняне окончательно его разрушили по приказу царя (сентябрь 334 года до н. э.). С этого момента характер войны радикально изменился. Мемнон, назначенный главнокомандующим в этой войне (возможно, ещё во время обороны Галикарнаса), перенёс боевые действия с азиатского материка в Эгеиду, в тыл македонянам. Александр же распустил свои корабли, понимая, что на море персы в любом случае сильнее, и не имея достаточно денег, чтобы финансировать флот. Теперь его задачей было занять всё средиземноморское побережье, чтобы лишить персидские корабли их баз. Таким образом, оба противника действовали в тылу друг у друга.
От Галикарнаса Александр двинулся на восток и, не встретив особого сопротивления, занял прибрежные регионы Ликию и Памфилию. Потом, уже зимой 334/333 годов до н. э., он ненадолго ушёл на север, во внутренние районы Малой Азии. Царь занял Гордион, где, согласно легенде, попытался развязать знаменитый гордиев узел (считалось, что тот, кто его развяжет, будет править всей Азией). Потерпев неудачу, Александр разрубил узел мечом. Позже он занял Каппадокию, принял знаки верности от пафлагонцев и спешно вернулся на юг, поскольку узнал, что Дарий собрал большую армию в Северной Сирии; царь боялся, что персы займут горные перевалы, связывающие Малую Азию с Сирией. Его страхи не оправдались. Македоняне беспрепятственно вошли в Киликию и заняли Тарс, где Александр очень серьёзно болел: в жаркую погоду он бросился в ледяную воду реки Кидн и простудился, так что некоторое время его положение считалось безнадёжным. Однако при помощи доверенного врача Филиппа из Акарнании Александр быстро поправился.

### От Исса до Египта
В течение 333 года до н. э. важные события происходили в Эгеиде. Мемнон одержал ряд побед в этом регионе и завязал переговоры о союзе со Спартой и Афинами, но в мае во время осады Митилены он внезапно умер. Его преемник Фарнабаз оказался менее способным военачальником, так что действия персов в этом регионе перестали быть угрозой для Александра. Дарий отозвал часть греческих наёмников, служивших под началом Фарнабаза, и включил их в состав своей армии, концентрировавшейся в Северной Сирии. В октябре или ноябре 333 года до н. э. в горной местности под Иссом Александр, двинувшийся из Киликии на юг, столкнулся с этой армией; по данным источников, македонян было в несколько раз меньше, чем их врагов, но последние были зажаты в узкой теснине между морем и горами и не могли использовать своё численное преимущество.
В сражении македонский царь снова возглавил конную атаку на правом фланге. Он разгромил левое крыло противника и ударил по центру, стремясь сразиться с Дарием. Тот бежал, хотя исход битвы ещё был неопределённым (его греческие наёмники смогли остановить на время натиск македонской фаланги). Узнав о бегстве своего царя, персидская конница тоже предпочла выйти из боя, а греки после этого были большей частью перебиты (8 тысяч греков сумели спастись и в дальнейшем присоединились к антимакедонскому движению в Греции). Победа македонян была полной; во вражеском лагере они захватили огромную добычу, включая 3 тысячи талантов золота, а также сына, двух дочерей, жену и мать Дария. Источники сообщают, что знатные пленники готовились к самому худшему, но Александр обошёлся с ними очень великодушно. Другие сокровища персидского царя были захвачены позже в Дамаске. Благодаря этому Александр не испытывал больше недостатка в средствах.
Эта победа имела огромное значение для всей войны: её следствием были деморализация персов, потеря ими всей западной части царства и потенциальных союзников в греческом мире. Александр теперь мог выбирать между двумя направлениями — восточным, куда бежал Дарий, и южным. Он выбрал второе, чтобы лишить ахеменидский флот его баз (в первую очередь в Финикии). Арад, Библ и Сидон подчинились ему без сопротивления, а Тир попытался было занять нейтральную позицию и был осаждён. Македоняне столкнулись с огромными трудностями: Тир находился на острове и был практически неприступен. Сначала Александр попытался построить дамбу между материком и островом, но, убедившись в трудоёмкости этой задачи, приказал своим новым финикийским подданным предоставить для осады свои корабли. Тирский флот был разбит, осадные машины оказались у стен города и смогли пробить бреши. После полугода осады в июле или августе 332 года до н. э. Тир пал. 2 тысячи его защитников Александр приказал распять на крестах, остальные (около 30 тысяч человек) были проданы в рабство.
Согласно античной традиции, во время осады Тира Дарий прислал к Александру послов с предложением заключить мир. Он был готов выдать за македонского царя одну из своих дочерей, Статиру, и уступить земли «от Геллеспонта до Галиса», то есть западную половину Малой Азии. Парменион посоветовал было принять эти условия, начав со слов «Будь я Александром…», но царь оборвал его со словами: «Я тоже принял бы эти условия, будь я Парменионом!» После взятия Тира Александр продолжил движение на юг. Сопротивление ему оказал ещё один большой город, Газа в Палестине, но и он был взят штурмом после двухмесячной осады. Мужчин Александр приказал перебить, а женщин и детей продать в рабство. С этого момента царь контролировал всё побережье Передней Азии; персам, потерявшим морские базы, пришлось распустить свой флот, который к тому моменту уже уменьшился из-за вернувшихся домой финикийцев. Таким образом, западной угрозы больше не существовало.
|                   |                 |     |           |           |
| \| \| \| \| \| \| |                 |     |           |           |
|                   |                 |     |           |           |
| G1                | E23 · V31 · O34 | M17 | N35 · D46 | D21 · O34 |

| G1 | E23 · V31 · O34 | M17 | N35 · D46 | D21 · O34 |

|                   |                 |     |           |           |
| \| \| \| \| \| \| |                 |     |           |           |
|                   |                 |     |           |           |
| G1                | E23 · V31 · O34 | M17 | N35 · D46 | D21 · O34 |

| G1 | E23 · V31 · O34 | M17 | N35 · D46 | D21 · O34 |

|                   |                 |     |           |           |
| \| \| \| \| \| \| |                 |     |           |           |
|                   |                 |     |           |           |
| G1                | E23 · V31 · O34 | M17 | N35 · D46 | D21 · O34 |

| G1 | E23 · V31 · O34 | M17 | N35 · D46 | D21 · O34 |

|                   |                 |     |           |           |
| \| \| \| \| \| \| |                 |     |           |           |
|                   |                 |     |           |           |
| G1                | E23 · V31 · O34 | M17 | N35 · D46 | D21 · O34 |

| G1 | E23 · V31 · O34 | M17 | N35 · D46 | D21 · O34 |

На юге оставался неподчинённым только Египет. Местное население ненавидело персов, а часть войск сатрапа Мазака была уничтожена при Иссе, поэтому Мазак сдался без боя. Александр был встречен как освободитель и немедленно провозглашён фараоном, после чего вернул местным жрецам их прежние привилегии. Задержавшись в Египте на 6 месяцев (декабрь 332 — май 331 гг. до н. э.), царь совершил паломничество к оракулу Амона в оазисе Сива в Ливийской пустыне, причём источники сообщают, что прорицатель обратился к Александру как к сыну бога. Близ канопского устья Нила царь основал город Александрия Египетская, который вскоре стал одним из главных культурных центров древнего мира и крупнейшим городом Египта.

### Разгром Персидской державы (331—330 годы до н. э.)

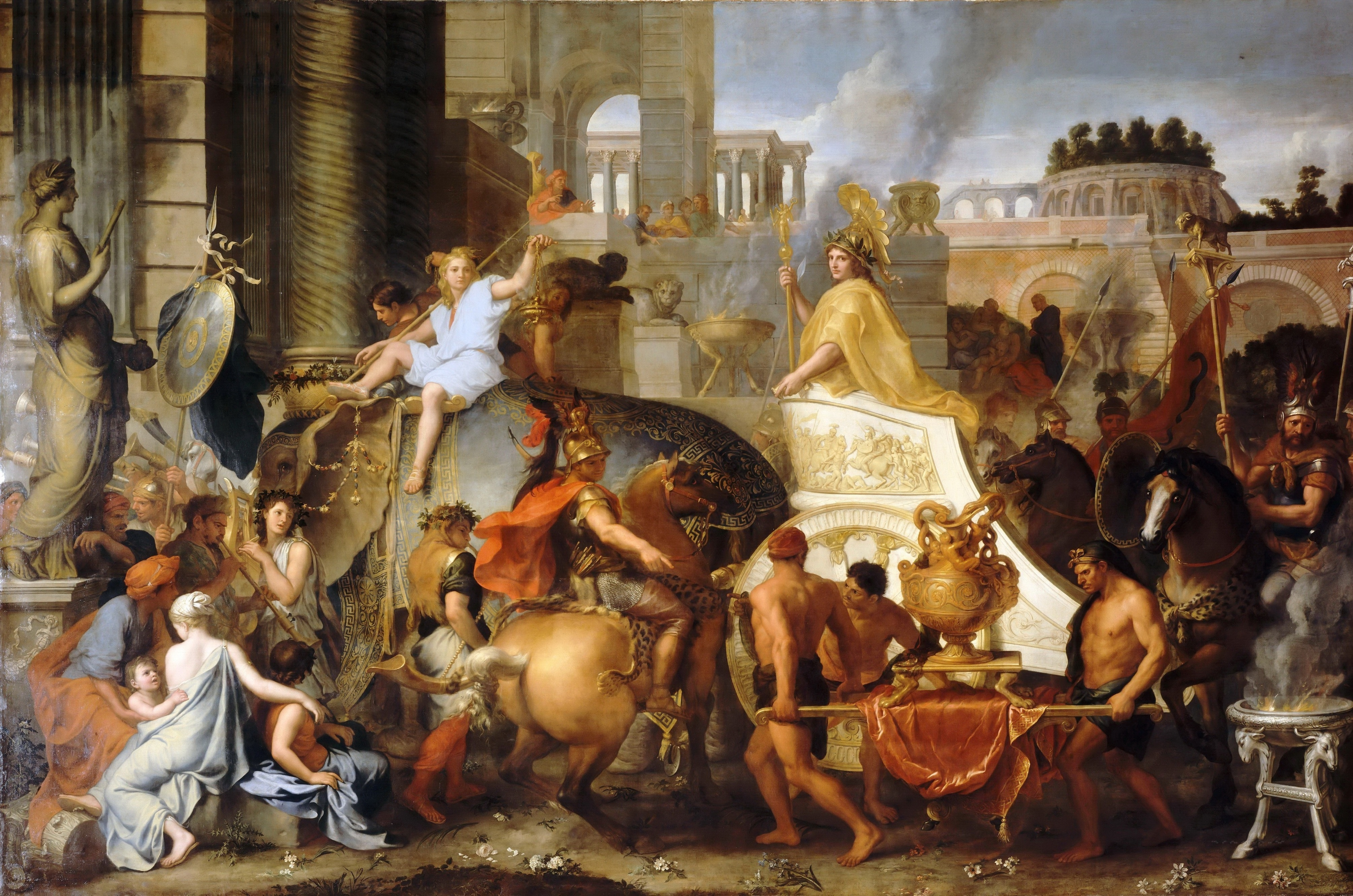
Александр вступает в Вавилон. Лебрен, ок. 1664 года

В мае 331 года до н. э. Александр двинулся из Египта на север, в сторону Месопотамии, где Дарий собирал новую армию. В июле македоняне перешли Евфрат, а в сентябре — Тигр. Очередная битва, которая решила судьбу Персии, произошла 1 октября при Гавгамелах, недалеко от Ниневии. В ней Александру противостояло войско, насчитывавшее, по явно завышенным данным источников, до 1 миллиона человек и собранное, в отличие от войска, сражавшегося при Иссе, исключительно в восточных сатрапиях. Оно включало первоклассную конницу и боевые колесницы с длинными ножами, прикреплёнными к спицам колёс, но в целом, по качеству вооружения, выучке и опыту македоняне, которых было около 47 тысяч, превосходили врага.
Атака колесниц была отбита. Александр во главе гетайров смог вклиниться между центром и левым крылом персидской боевой линии и почти пробился к Дарию, который снова бежал с поля боя, несмотря на всё ещё неопределённый исход общей схватки. В это же время левый фланг македонян был вынужден отступать под натиском врага, а на одном участке персы даже прорвались к обозу. Командовавший этим флангом Парменион обратился к царю за помощью. Александру пришлось прекратить преследование Дария: он атаковал с тыла правое крыло врага и обеспечил полный его разгром. Македоняне захватили персидский лагерь, но Дарию удалось уйти от погони.
Эта победа стала смертельным ударом по владычеству Ахеменидов (победу при Мегалополе, которую Антипатр одержал над спартанцами в том же году с несравнимо большими потерями, Александр назвал «мышиной вознёй»). С этого момента сатрапы Дария потеряли веру в него и готовы были переходить на службу к Александру, а основные центры Персидской державы оказались беззащитны. В том же октябре 331 года до н. э. македоняне без боя заняли Вавилон, жители которого встретили Александра как освободителя и провозгласили своим монархом — «царём Всего» и «царём четырёх сторон света». В декабре открыли свои ворота Сузы, и там македоняне захватили 40 тысяч талантов золота и серебра. Затем Александр двинулся на Персеполь, центр коренных персидских земель, покорив в пути племя уксиев, возглавляемых родственником ахеменидского царского дома Мадатом. Местный сатрап Ариобарзан оказал ему сопротивление; не сумев прорваться напрямую, царь с частью войска предпринял обход, и в январе 330 года до н. э. город, несмотря на добровольную передачу казны градоначальником Тиридатом, был взят и разграблен. Захваченная там добыча была колоссальной: 120 тысяч талантов золота и серебра. Македонская армия отдыхала в городе до конца весны, а перед уходом сожгла дворец Ахеменидов. Одни источники винят в случившемся гетеру Таис Афинскую, раззадорившую пьяного Александра и его друзей, другие сообщают, что царь сжёг дворец, поскольку принял взвешенное решение отомстить таким образом за вторжения персов в Грецию.
В апреле или мае 330 года до н. э. Александр двинулся на север, в Мидию, где Дарий собирал новую армию. Подходя к Экбатанам, он узнал от сына Артаксеркса Оха Бисфана, что Дарий, не получивший ожидаемую помощь от скифов и кадусиев, бежал на восток. Экбатаны были заняты без боя, и во главе самой мобильной части своей армии Александр начал преследование врага. Уже за Каспийскими воротами сатрап Бактрии Бесс составил заговор против Дария и арестовал его, а позже убил; Александр, найдя тело близ Гекатомпила в Парфии, проникся сочувствием к погибшему и распорядился похоронить его в Персиде, в царской усыпальнице. С этого момента главой антимакедонского сопротивления был Бесс, провозгласивший себя царём Артаксерксом V.

### Царь Азии

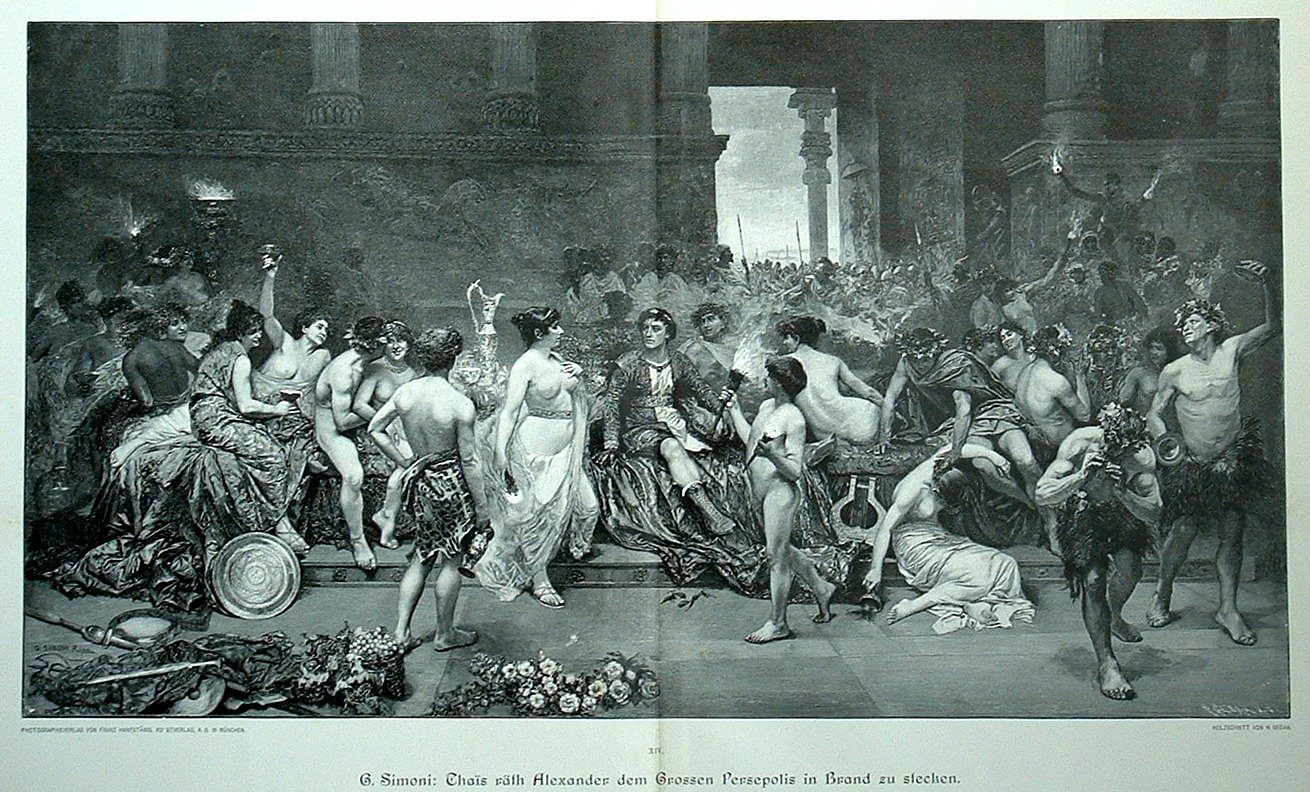
Александр Македонский пирует с гетерами в захваченном Персеполисе. Рисунок Г. Симони

В течение восточного похода характер войны и характер владычества Александра над завоёванными территориями существенно изменились. В 330 году до н. э., оказавшись в Мидии, царь отпустил домой воинские контингенты, предоставленные ему Коринфским союзом, а также фессалийскую конницу. Это означало, что панэллинская война, начатая для отмщения персам за былые обиды, окончена (её символическим финалом стало сожжение дворца в Персеполе) и начинается личная война Александра за власть над Азией, за превращение Аргеадов в наследников Ахеменидов. Демонстрацией таких намерений могли стать уже события в Сузах, когда Александр воссел на трон персидских царей. Узнав о гибели Дария, македонский царь объявил своей задачей месть за него узурпатору — Бессу, а те, кто до конца служили Дарию, получили от Александра награды и даже повышения.

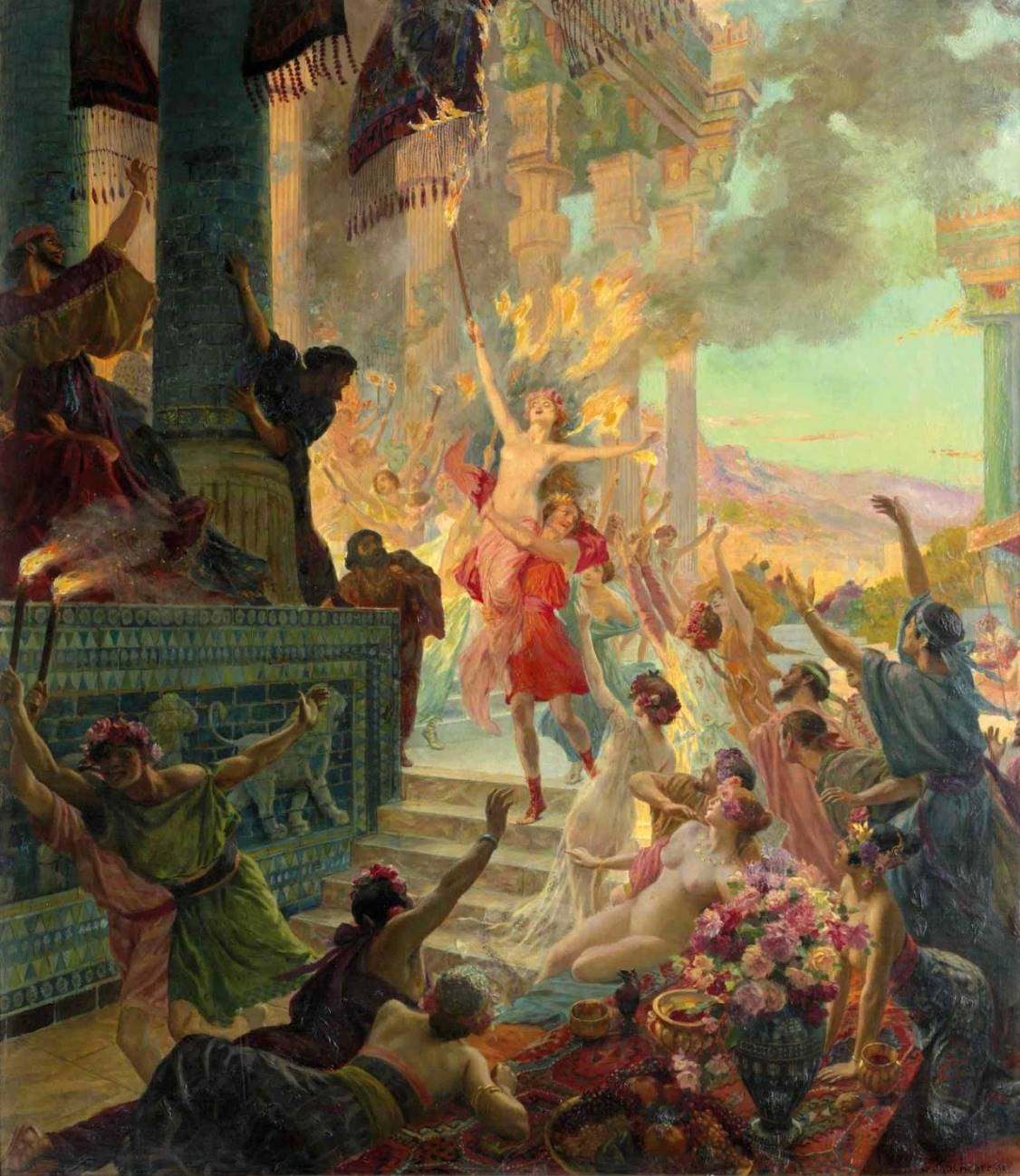
Жорж-Антуан Рошгросс. «Греки в Персеполе», 1890 г.

Называя себя «царём Азии» (впервые этот титул появляется после битвы при Гавгамелах) Александр предположительно указывал на преемственность своего государства с империей Ахеменидов. Впрочем, есть и противоположное мнение: он мог подчёркивать разницу между новой державой и Персией, поскольку не использовал такие титулы Ахеменидов, как «царь царей» и другие. В любом случае после гибели Дария Александр окончательно перестал смотреть на персов как на покорённый народ и пытался править ими, как их прежние цари. Он пытался уравнять побеждённых с победителями, соединить их обычаи в единое целое. Царь окружил себя персидскими вельможами, начал носить восточные одежды, завёл гарем, при его дворе вошли в употребление персидские церемонии, включая проскинезу — простирание ниц с целованием ноги царя. В состав его кавалерии были включены представители восточной знати, начались вербовка местных жителей в пехоту и их обучение по македонскому образцу. Ближайшие друзья и придворные льстецы принимали всё это без колебаний, но многие боевые соратники, привыкшие к простоте нравов и дружеским отношениям между царём и подданными, не могли с этим смириться.
Положение Александра усложнялось из-за того, что его армия устала от длительного похода. Солдаты хотели вернуться домой и не разделяли целей своего царя стать господином всего мира, и с конца 330 года до н. э. их недовольство начало выходить наружу. Когда македонская армия находилась в Дрангиане, был раскрыт заговор, участники которого хотели убить царя. Командир гетайров Филота знал о заговоре, но не донёс, и поэтому тоже попал под подозрение; его подвергли пыткам, а потом Александр добился от войскового собрания смертного приговора для Филоты. Отец казнённого, Парменион, был убит без суда и какого-либо доказательства вины, и его участь разделил последний из Линкестидов — Александр. Ещё одного опытного полководца, Клита Чёрного, царь в 328 году до н. э. убил своими руками в результате пьяной ссоры, хотя тот был братом его кормилицы Ланики и спас его от гибели при Гранике.
Летом 327 года до н. э. был раскрыт «заговор пажей», знатных македонских юношей, состоявших при царе и решивших его убить. Заговорщиков побили камнями. Стало известно, что Каллисфен (племянник Аристотеля), историк и философ, осмеливавшийся возражать царю и открыто критиковать новые придворные порядки, призывал этих юношей «показать себя мужчинами», а потому он тоже был схвачен и вскоре умер в тюрьме от «вшивой болезни» или был убит по приказу царя. Философ выглядел для многих жертвой растущего деспотизма Александра, и его смерть усилила тайное недовольство среди македонян. Участившиеся в этот период сообщения о заговорах и внесудебных расправах исследователи связывают с обострившейся паранойей царя, которая сочеталась с общей необузданностью его характера и чрезмерной властностью.

### В Средней Азии

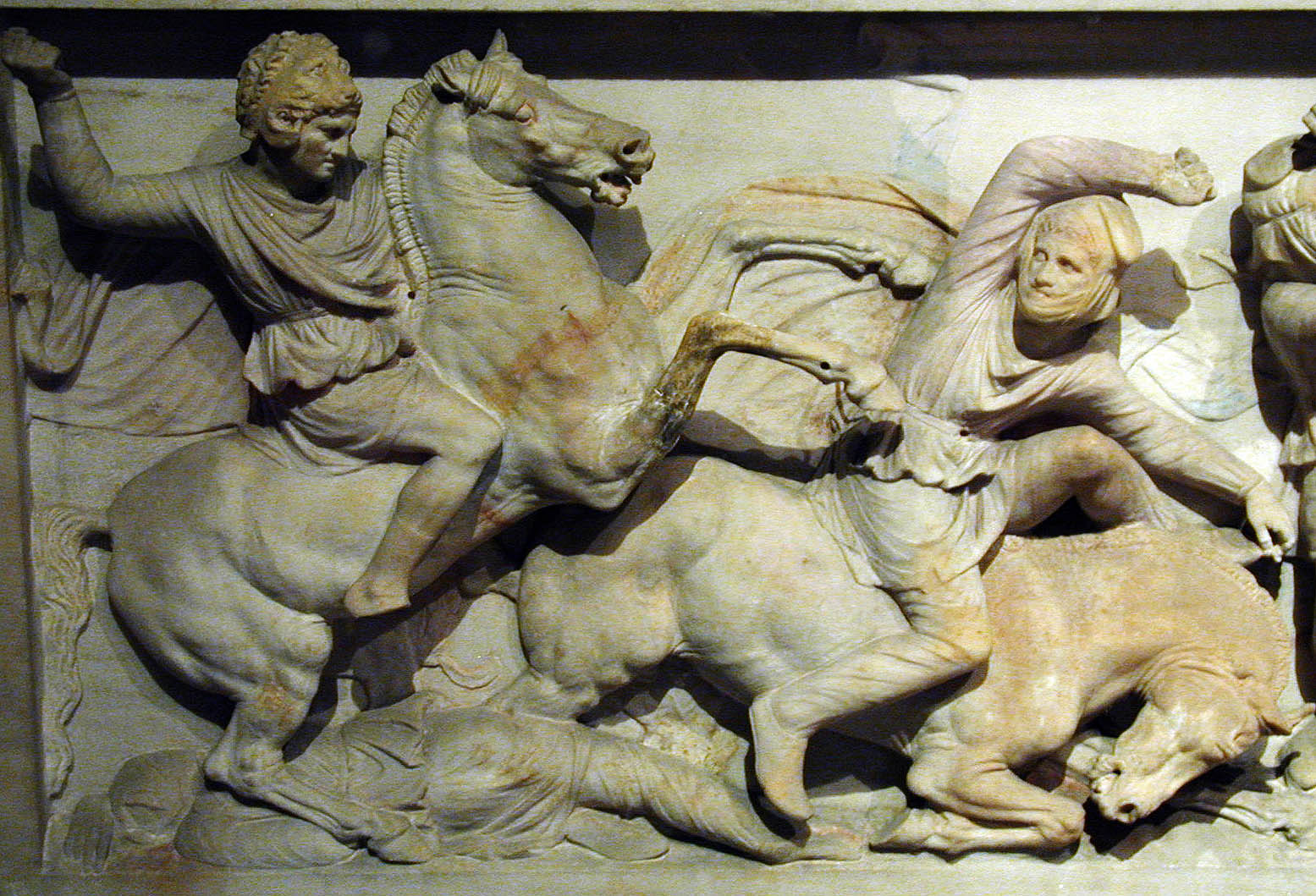
Александр Македонский в шлеме Геракла (голова льва) на саркофаге из Сидона

После смерти Дария III узурпатор Бесс постарался закрепиться в Бактрии и заключил союз с племенем массагетов. Александр, продолжая движение на восток, без боя подчинил Гирканию и Ариану; правда, сатрап последней Сатибарзан вскоре восстал, но царь быстро подавил этот мятеж. Из двух дорог, которые вели в Бактрию, он выбрал южную, без боя заняв Дрангиану и Арахосию, а также подчинив племя ариаспов. Весной 329 года до н. э. Александр перешёл Гиндукуш в направлении с юга на север и вторгся в Бактрию. Бесс отступил за Окс, в Согдиану, а там был схвачен; позже ему отрезали нос и уши, после чего узурпатор был либо распят македонянами, либо разорван ими же напополам с помощью двух деревьев, либо разрезан на куски родственниками Дария III.
Армия Александра, не встречая сопротивления, дошла до реки Яксарт, по которой проходила граница между Персидской державой и землями кочевников. Царь основал здесь укреплённый пункт Александрия Эсхата и даже ненадолго переправился на правый берег реки, чтобы отогнать массагетов и закрепить таким образом успех. Однако уже вскоре, в сентябре 329 года до н. э., население Согдианы восстало против завоевателей, возмущённое грабежами, начавшейся эллинской колонизацией и нежеланием Александра идти на компромиссы. Восставших возглавил местный аристократ Спитамен. Это была преимущественно партизанская война, в которой преобладали не масштабные боевые действия, а мелкие стычки: повстанцы, поддерживаемые кочевниками, нападали на отдельные гарнизоны, совершали набеги и тут же отступали, а македоняне в отместку уничтожали целые селения. В 329 году до н. э. Спитамен осаждал цитадель Мараканды и разбил большой македонский отряд в битве при Политимете, в 328 году он совершил относительно успешный набег на Бактрию. Эта война оказалась для Александра самой тяжёлой за все годы его восточного похода. Царь сначала недооценивал угрозу, но позже взял на себя руководство боевыми действиями и постарался наладить контакты с аристократией Согдианы и Бактрии. Смертный приговор для 30 представителей местной знати был отменён, привилегии крупных землевладельцев были подтверждены. Покинутый многими своими приверженцами, Спитамен бежал к массагетам, но те предпочли заключить с Александром мир: зимой 328/327 года до н. э. они отправили царю голову беглеца.
Весной 327 года до н. э. Александр подавил последние очаги сопротивления в Согдиане — это были горные крепости Ариамаз и Хориен, которые оборонял Аримазес. Женившись на Роксане, дочери местного вельможи Оксиарта, он укрепил свой союз с согдийской знатью. Покорив таким образом Среднюю Азию, царь начал подготовку к походу в Индию.

### Индийский поход

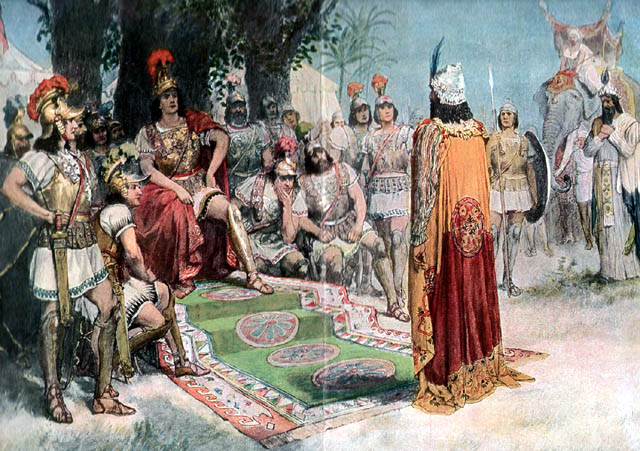
Александр встречает индийского царя Пора, пленённого в битве на Гидаспе

О походе в Индию Александр думал, начиная с 328 года до н. э. Тогда Сисикотт, сатрап персидских владений в этой стране, изъявил покорность царю, а раджа Амбха (македоняне называли его Таксилом) предложил свою помощь в случае вторжения. Таксил рассчитывал использовать Александра, чтобы разгромить своего соперника Пора, правившего восточным Пенджабом; со своей стороны царь хотел, опираясь на местных союзников, покорить всю Индию. Летом 327 года до н. э. Александр снова двинулся через Гиндукуш (на этот раз в юго-восточном направлении), в пути покоряя местные племена. Весной 326 года до н. э. он перешёл Инд, вступив во владения своего друга Таксила; последний передал ему 200 талантов серебра, множество скота и воинский контингент, включая слонов. Вскоре Александру покорился правитель горных индов (территория современного Кашмира) Абисар. Пор же собрал армию, чтобы встретить македонян с оружием в руках.
Битва с Пором произошла в мае 326 года до н. э. на реке Гидасп. Македонская конница в очередной раз оказалась сильнее вражеской; воины Александра столкнулись с новой для них угрозой, со множеством боевых слонов, но смогли и животных обратить в бегство, когда начали рубить им топорами ноги и хоботы. Войско Пора было наголову разгромлено, а сам он попал в плен. Александр оставил Пора царём и даже расширил его владения, чтобы не усиливать чрезмерно Таксила. Македоняне продолжили движение вглубь Индии: они без труда взяли 37 городов в землях главгаников или главсов и вышли к реке Гифасис. Стоя на этом рубеже, Александр узнал о существовании на берегах Ганга обширного и богатого царства, могущего выставить 200-тысячную армию, а также о том, что Ганг впадает в океан, являющий собой восточную границу ойкумены. Эти известия укрепили царя в его желании достичь океана, покорив таким образом весь обитаемый мир.
Но македоняне слишком устали от бесконечного похода и множества сражений, к тому же они страдали от тропических дождей, ядовитых змей и непривычной пищи. В ноябре 326 года до н. э. они отказались идти дальше, причём важную роль сыграл страх перед встречей с огромной индийской армией и её боевыми слонами. Александру пришлось отказаться от своих планов. В месте, где его войско остановилось, он воздвиг 12 алтарей, принёс жертвы богам, провёл игры, а потом со специально построенным флотом двинулся на юг, вниз по Гидаспу и Инду. В пути македоняне покоряли окрестные племена, причём местами сталкивались с ожесточённым сопротивлением; в сражении за город маллов (январь 325 года до н. э.) Александр был тяжело ранен стрелой в грудь. На Нижнем Инде он столкнулся с целой чередой восстаний и прибег к самым жестоким мерам — массовым казням и продаже в рабство всех жителей отдельных поселений. Диодор Сицилийский сообщает, что в ходе этой компании были убиты 80 тысяч «варваров».
Летом 325 года до н. э. македоняне прибыли в дельту Инда. Здесь они разделились на три части, которые должны были разными путями добраться до Вавилона: флот во главе с Неархом — морем, часть армии во главе с Кратером через Арахосию, а другая часть, которую возглавил сам Александр, — вдоль побережья. 60-дневный путь через пустыни Гедросии оказался тяжелее сражений — от зноя и жажды погибла существенная часть армии. В декабре царь прибыл в столицу Гедросии Пуру, где дал отдых своим людям. Наконец, в Кармании Александр встретился с Кратером, а в марте или апреле 324 года до н. э. в Сузах произошла встреча с флотом Неарха.

### Последний год жизни

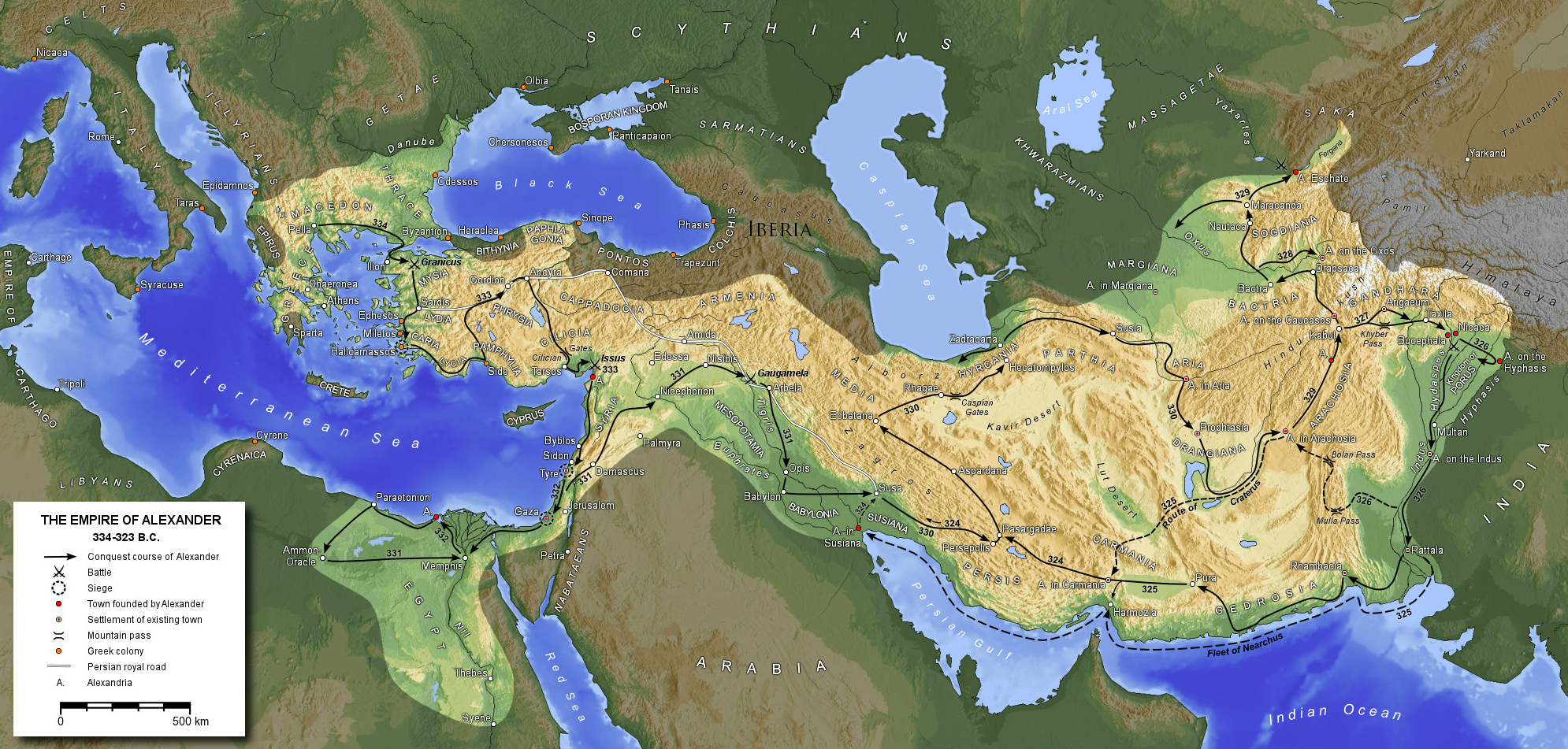
Завоевания Александра Македонского

Прибыв в Сузы, Александр расположил армию на отдых после 10-летних непрерывных войн и занялся обустройством своей огромной империи. На тот момент некоторые сатрапы (в Сузиане, Персиде, Кармании) явно злоупотребляли своей властью, и царь их смещал и казнил, назначая на освободившиеся должности преданных ему людей. В Бактрии произошло восстание нескольких местных гарнизонов; сатрапы в этом отдалённом регионе не всегда повиновались центральной власти, а индийские вассалы вообще вели себя как независимые правители.
Чтобы укрепить державу, Александр затеял грандиозную свадьбу, на которой 10 тысяч македонян взяли в жёны азиаток. Сам царь женился на Статире, старшей дочери Дария III, и на Парисатиде, дочери Артаксеркса III. Его ближайший друг Гефестион взял в жёны родную сестру Статиры Дрипетиду, а Кратер — двоюродную сестру, Амастрину. Ещё 87 гетайров заключили брак со знатными персиянками и мидийками (в частности, Селевк женился на дочери Спитамена Апаме). Свадьба была сыграна по восточному обряду, все новобрачные получили от царя подарки.
Летом 324 года до н. э. начался новый этап реформирования армии: в Сузы привезли 30 тысяч азиатских юношей, вооружённых и обученных на македонский манер, которые должны были занять в фаланге места отставников-македонян. Кроме того, из персов были сформированы элитные подразделения «среброщитных» и «пеших гетайров», и конница гетайров тоже получила персидское пополнение. В августе 324 года до н. э. недовольная этими новшествами македонская пехота подняла бунт. Фалангисты говорили: «Пусть же царь признаёт бесполезными всех македонян и отпустит их всех, раз у него есть эти молокососы-плясуны, с которыми он намерен покорить мир». Александр не пошёл на уступки. 13 главных смутьянов он казнил без суда, а остальные вскоре превратились из бунтовщиков в просителей. В конце концов 11 тысяч македонских солдат отправились на родину, а прощальный пир, состоявшийся в Описе в сентябре или октябре, ознаменовал их окончательное примирение с царём.
В ноябре 324 года до н. э. Александр посетил Экбатаны, чтобы устроить дела в Мидии. Там умер его ближайший друг Гефестион, что стало страшным ударом: царь объявил траур во всей империи, отправил людей к оракулу Аммона с вопросом, следует ли почитать умершего как героя или как бога, устроил в Вавилоне грандиозные похороны. Его зимнюю кампанию против касситов в горах Загроса современники считали «заупокойным приношением Гефестиону». Закончив эту войну, ставшую для него последней, Александр отправился в Вавилон, который, по мнению многих исследователей, хотел сделать столицей державы.

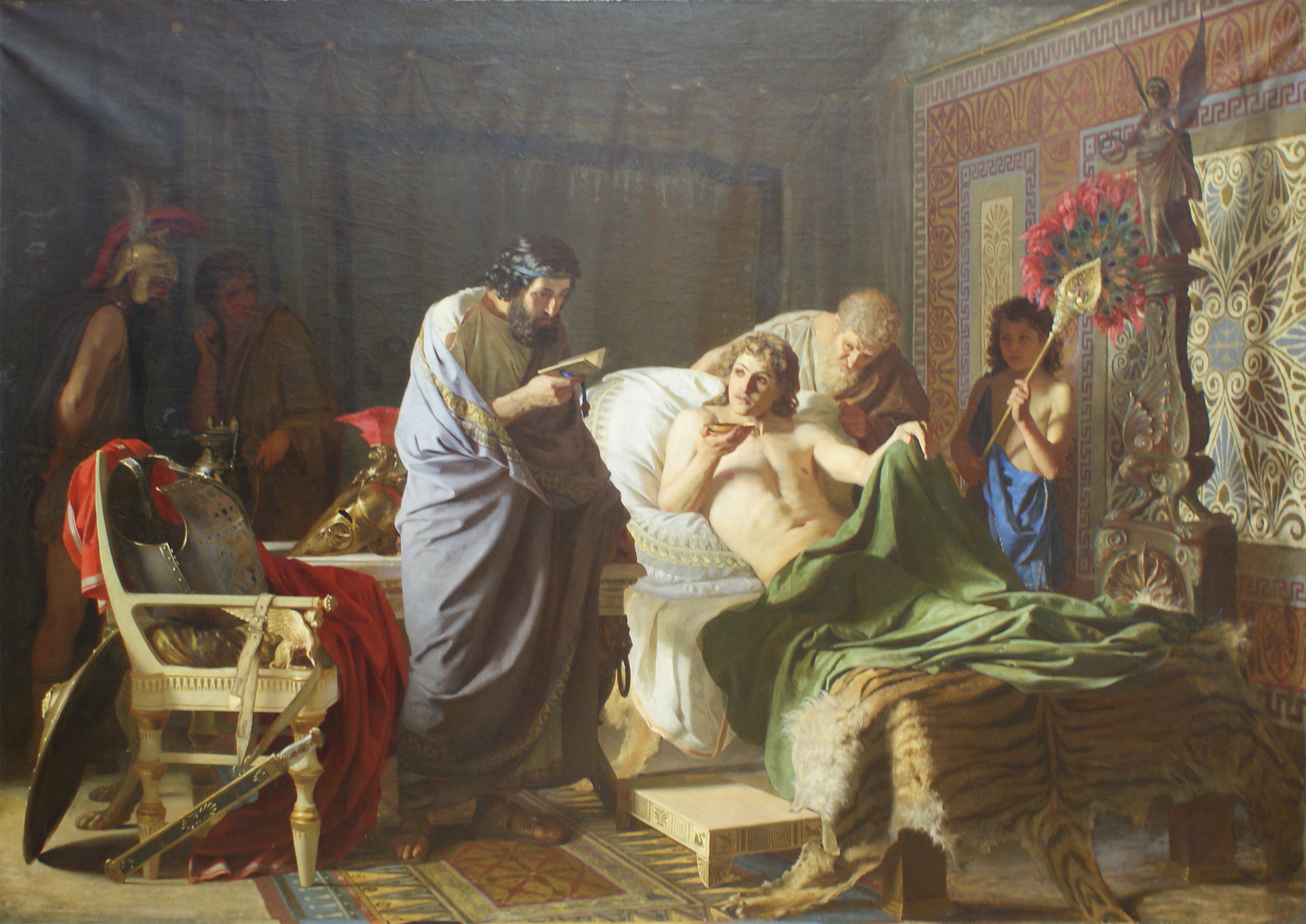
Доверие Александра Македонского к врачу Филиппу Худ. Генрих Семирадский, 1870 г.

Царь планировал новые завоевательные войны. Работы по строительству нового порта в Персидском заливе и подготовка флота показывают, что Александр хотел покорить Аравию, чтобы контролировать всё морское побережье от Индии до Египта; Диодор Сицилийский рассказывает, что царь планировал завоевать Средиземноморье. Пока корабли не были готовы, он строил гавани и каналы, формировал войска из новобранцев, принимал посольства. В окружении царя в это время произошли серьёзные перемены: после смерти Гефестиона, занимавшего уникальный пост хилиарха, на передний план выдвинулись Пердикка и Эвмен из Кардии. Кратера и Полиперхона Александр отправил в Македонию, а оттуда на Восток вызвал Антипатра; но последнему так и не пришлось никуда ехать из-за внезапной смерти царя.

### Смерть
За 5 дней до начала похода против арабов Александр заболел. После 10 дней жестокой лихорадки 10 или 13 июня 323 года до н. э. царь скончался в Вавилоне в возрасте 32 лет, не оставив распоряжений о наследниках.

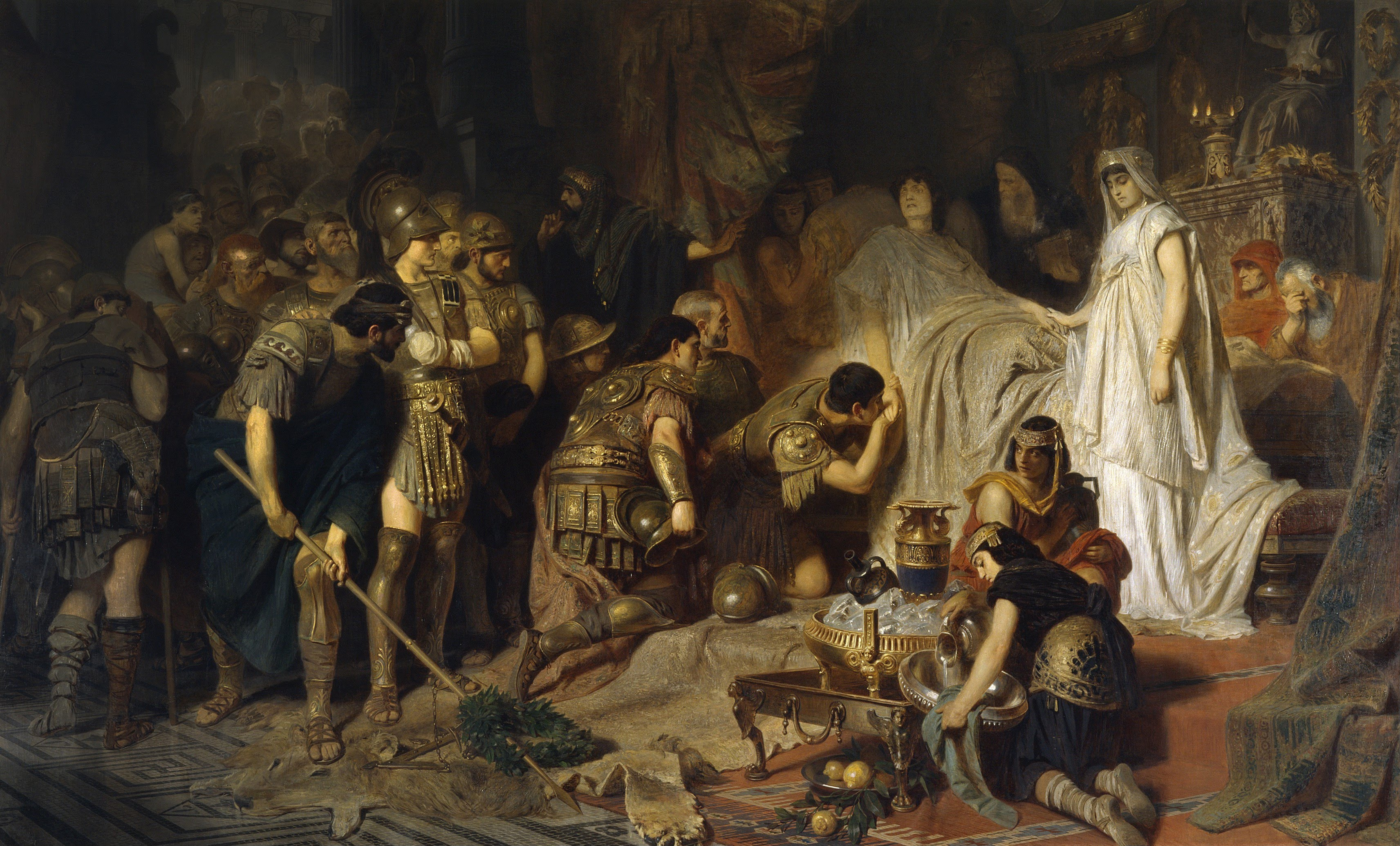
Смерть Александра Великого. Худ. Карл Теодор фон Пилоти, 1885 г.

В современной историографии общепринятой является версия о естественной смерти Александра. При этом до сих пор причина его смерти достоверно не установлена. Чаще всего выдвигается версия о малярии, атаковавшей организм царя совместно с ещё одной болезнью — либо воспалением лёгких, либо скоротечно протекавшей лейкемией (белокровием). По другой версии, царь заболел лихорадкой Западного Нила. Кроме того, выдвигались предположения о том, что Александр мог умереть от лейшманиоза или рака. Впрочем, тот факт, что больше никто из его сотрапезников не заболел, уменьшает правдоподобность версии об инфекционном заболевании. Историки обращают внимание на участившиеся к концу завоеваний попойки Александра с полководцами, которые могли подорвать его здоровье. Существует и версия о передозировке царём ядовитого морозника, который использовался как слабительное. По современному мнению британских токсикологов, симптомы заболевания, от которого скончался Александр, — длительная рвота, конвульсии, мышечная слабость и замедление пульса — свидетельствуют о его отравлении препаратом, изготовленным на основе белой чемерицы (лат. veratrum album) — ядовитого растения, применявшегося греческими врачами в медицинских целях. Напиток из белой чемерицы с мёдом греческие врачи давали для изгнания злых духов и вызова рвоты. Наконец, ещё в античности высказывались версии об отравлении царя Антипатром, которого Александр собирался сместить с поста наместника Македонии, но никаких доказательств этому не появилось.

## Градостроительная политика Александра
За время восточного похода Александр основал целый ряд городов, названных в его честь Александриями. По мнению Ф. Шахермайра, первый из таких городов мог появиться недалеко от Исса в 333 году до н. э.; другие историки, правда, относятся к этому предположению скептически. В 331 году до н. э. недалеко от канопского устья Нила появилась Александрия Египетская, причём царь лично выбрал место, определил, где должны быть построены городские стены, и где должна будет находиться агора. Новый город быстро стал крупнейшим торговым и культурным центром Средиземноморья.
Все остальные Александрии были основаны в глубине бывшей Персидской державы к востоку от Тигра. Плутарх утверждает, что всего царь основал 70 городов, но исследователи в большинстве своём считают это преувеличением: в ряде случаев речь могла идти о создании всего лишь незначительных опорных пунктов или о неосуществлённых планах. Разные учёные пишут о 34, 16 или 13 Александриях. В источниках фигурируют Александрия Кавказская у подножия горы, где, согласно мифам, был распят Прометей (близ Баграма или на месте нынешнего Чарикара); Александрия Танаисская, построенная за 17 дней; Александрия Маргиана в одноимённой сатрапии (в Мервском оазисе); Александрия Оксиана (в районе современного Куляба) и Александрия Эсхата (предположительно на месте Худжанда) в Согдиане; Александрия Бактриана, Александрия Ариана, Александрия Арахосия (на месте Кандагара). В Индии Александр построил города Никея и Букефалы на разных берегах Гидаспа, а Гефестион с Пердиккой — Оробатиду. Четыре Александрии были основаны в бассейне Инда (все они погибли во время завоеваний Чандрагупты), две в Гедросии, одна в Кармании.
Мнения о целях градостроительной политики царя расходятся: это могли быть защита торговых путей, закрепление власти над завоёванными территориями, попытка Александра сделать свою империю более однородной в культурном отношении, создав на Востоке очаги эллинской цивилизации. Как правило, город основывался неподалёку от уже существовавших небольших поселений. Армия возводила стены и шла дальше, а остальными постройками занимались колонисты. О составе изначального поселения этих городов известно очень мало. Точные сведения сохранились только о двух Александриях, в одной из которых царь поселил 7 тысяч ветеранов-македонян, а в другой — какое-то количество греческих наёмников, македонян, считавшихся не годными к военной службе или «мятежными», и «варваров» с окружающих территорий. Предположительно во всех случаях в новом городе селились и греки, и македоняне, и варвары, так что состав населения изначально был крайне пёстрым. Для многих жителей статус колониста был тяжёлым наказанием, так как означал фактическую вечную ссылку; известно о ряде восстаний поселенцев, целью которых было вернуться домой, на Балканы.

## После смерти

### Раздел империи

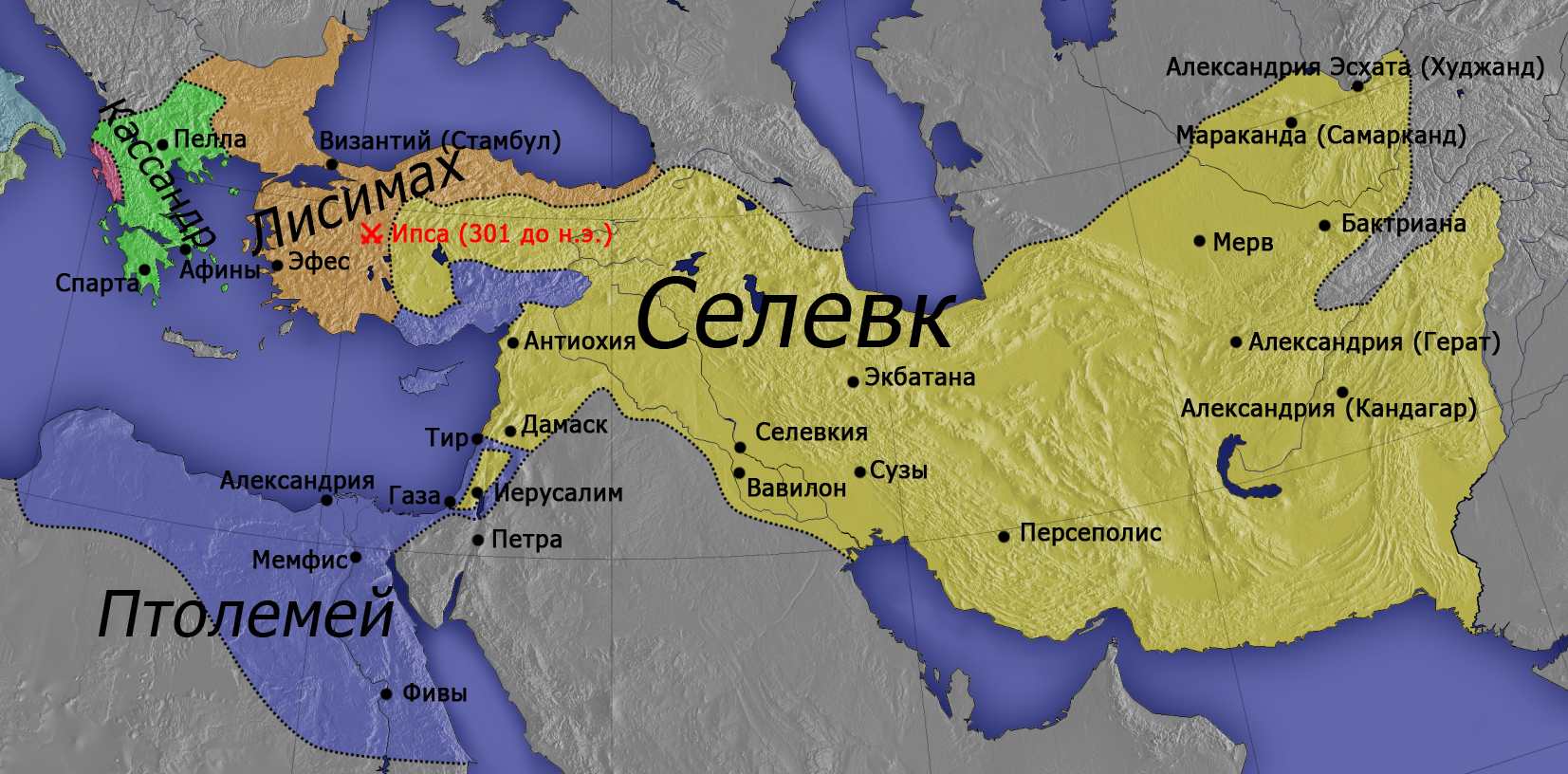
Раздел державы Александра Великого после битвы при Ипсе (301 до н. э.)

Александр скончался, не оставив распоряжений о преемниках. Согласно легенде, перед смертью он передал своё кольцо с печатью Пердикке, который должен был стать регентом при беременной царице Роксане и её будущем сыне. Месяцем позже Роксана действительно родила сына, названного в честь отца Александром. Но верховную власть регента вскоре стали оспаривать другие военачальники (диадохи), стремившиеся самостоятельно править своими сатрапиями. В 321 году до н. э. дело дошло до открытого конфликта, в котором Пердикка погиб. Войны диадохов шли почти непрерывно до 281 года до н. э., когда погибли последние военачальники Александра. Их потомки воцарились в нескольких государствах, образовавшихся на месте некогда огромной державы.
Все Аргеады стали жертвами борьбы за власть. Брат Александра Арридей, на некоторое время ставший царём-марионеткой под именем Филиппа III, был убит в 317 году до н. э. по приказу Олимпиады, как и его жена Эвридика (родная племянница его и Александра); сама Олимпиада годом позже стала жертвой Кассандра, сына Антипатра; сестра Александра Клеопатра погибла в 308 году до н. э., и в её гибели винили диадоха Антигона. Наконец, в 309 году до н. э. Кассандр приказал убить Роксану и Александра IV, и тогда же диадох Полиперхон убил Геракла, сына Александра от наложницы Барсины. Это означало конец династии Аргеадов.

### Гробница Александра

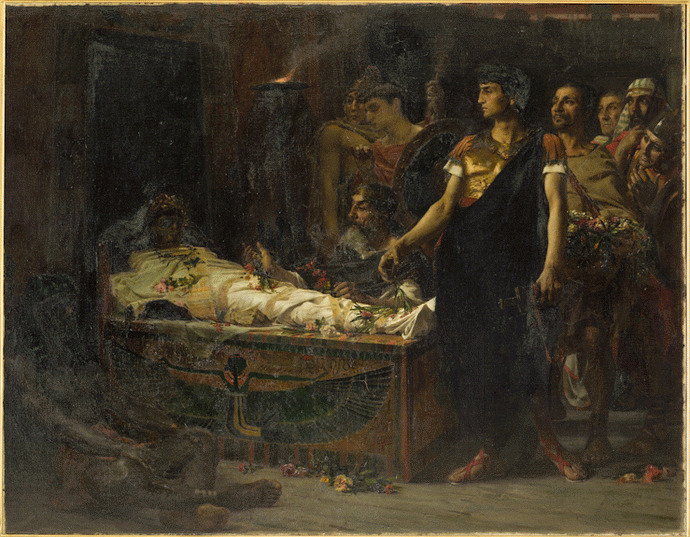
Август у гробницы Александра, худ. Эжен Буланд, 1870 г. Музей Орсе

Диадох Птолемей завладел забальзамированным телом Александра и в 322 году до н. э. перевёз его в Мемфис. Там мумия, скорее всего, хранилась в храме Серапейон, а впоследствии (вероятно, по инициативе Птолемея Филадельфа) была перевезена в Александрию. В 30 году до н. э. её коснулся первый римский император Октавиан, неловким движением отломив нос. В последний раз мумия Александра упоминается в связи с посещением Александрии в 215 году императором Каракаллой: последний в знак особого почтения возложил на усыпальницу свои тунику и кольцо.
Существует предположение, что найденный французским экспедиционным корпусом Наполеона в Египте и переданный англичанам саркофаг Нектанеба II мог некоторое время использоваться для захоронения Александра. Птолемеи часто использовали разные артефакты фараонов для своих целей, и к тому же у Птолемея I не было времени, чтобы успеть создать достойное великого завоевателя вместилище. Сейчас этот саркофаг хранится в Британском музее в Лондоне.

## Личность

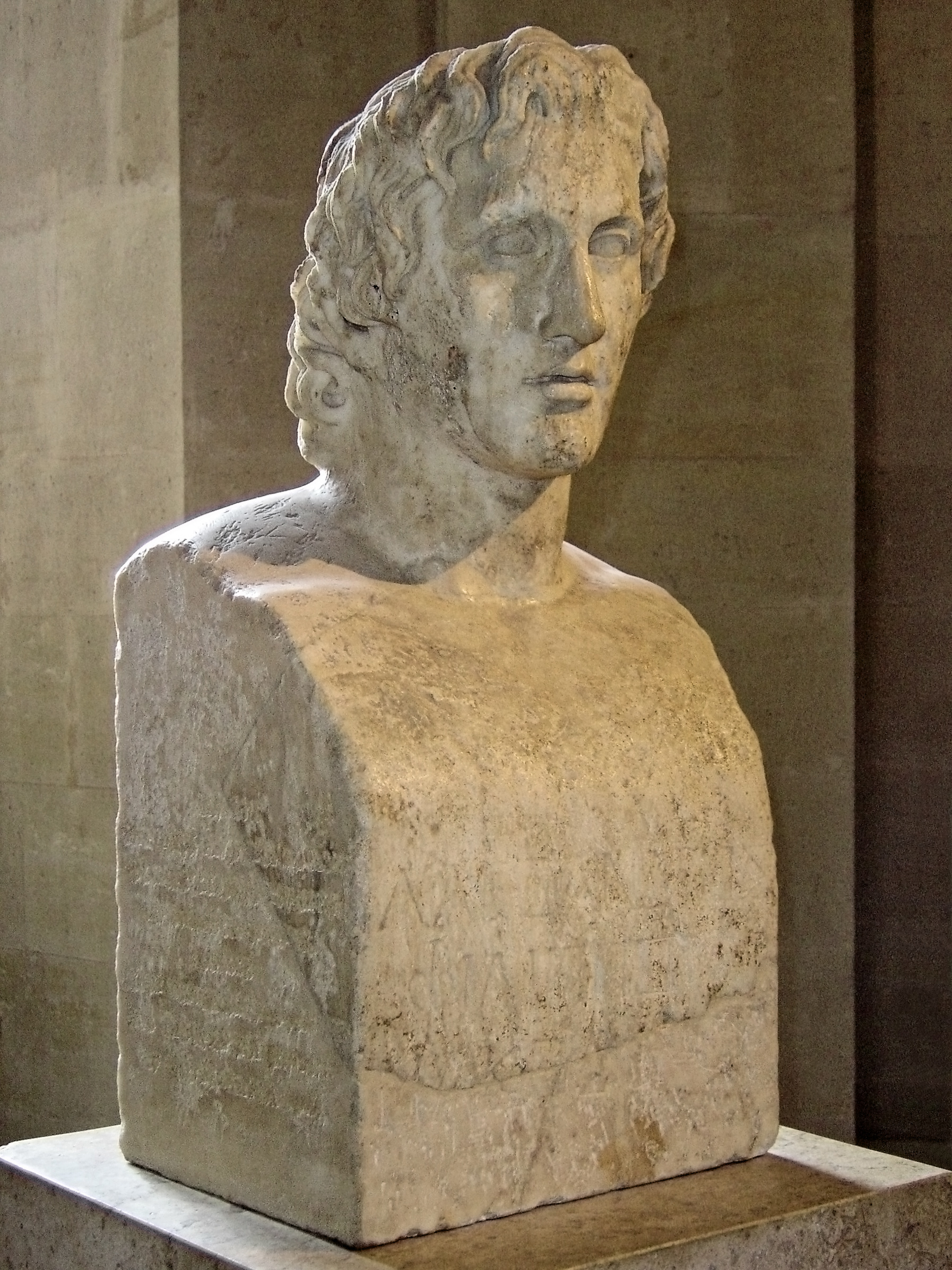
Римская копия с работы Лисиппа (музей Лувра). Одно из наиболее достоверных изображений Александра

Согласно Плутарху, Александр был очень светлокожим, и местами белизна его кожи переходила в красноту (особенно на лице и на груди). Точнее всего, по словам историка, изображал внешность царя скульптор Лисипп, которому удалось воспроизвести самые характерные особенности — «лёгкий наклон шеи и томность взгляда». П. Фор пишет о «нежном овале вечно безбородого лица», изяществе, вечной озабоченности уходом за своим телом. Богатырским сложением царь не отличался и к атлетическим состязаниям был равнодушен, предпочитая охоту, состязания поэтов и музыкантов.
Клавдий Элиан (ок. 175 — ок. 235 гг.) в своём сочинении «Пёстрые рассказы» (12.14) описывает цвет волос Александра словом ξανθὴν (ксантин), которым греки обозначали светлые волосы, включая коричневые. Иногда утверждается, что Александр имел глаза разного цвета, однако это утверждение опирается на псевдоисторический роман «История Александра Великого». Реконструкция, основанная на сохранившихся следах оригинальной краски на Сидонском саркофаге, показывает, что Александр был изображён на нём с карими глазами и каштановыми волосами.
Черты расчётливого политика сочетались в Александре с бешеным темпераментом (многие исследователи считают, что первое он унаследовал от отца, а второе — от матери). Царь был, как правило, мягок в обращении с окружающими, но при этом испытывал вечную потребность быть любимым и был склонен к резким перепадам настроения. Он стремился во всём быть первым, из-за чего в каждом бою бросался в гущу схватки. Его раны перечисляет Плутарх:

При Гранике его шлем был разрублен мечом, проникшим до волос… под Иссом — мечом в бедро… под Газой он был ранен дротиком в плечо, под Маракандой — стрелой в голень так, что расколотая кость выступила из раны; в Гиркании — камнем в затылок, после чего ухудшилось зрение и в течение нескольких дней он оставался под угрозой слепоты; в области ассаканов — индийским копьём в лодыжку… В области маллов стрела длиною в два локтя, пробив панцирь, ранила его в грудь; там же… ему нанесли удар булавой по шее.
— Плутарх. О судьбе и доблести Александра, II, 9.

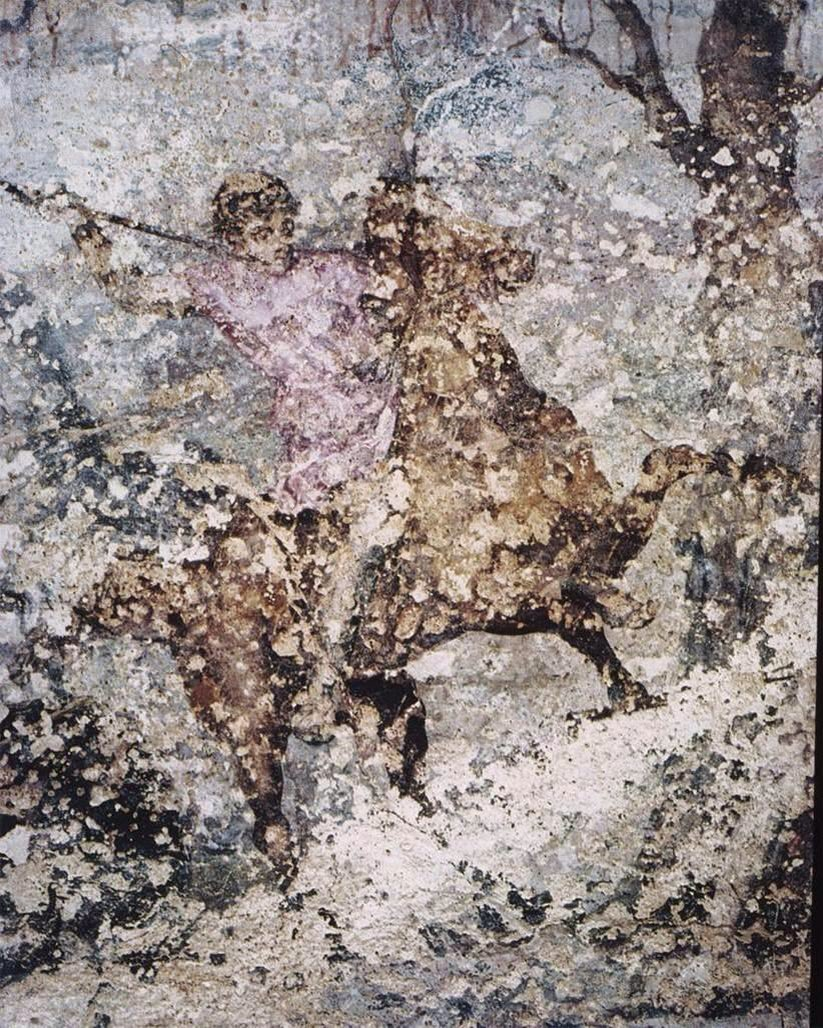
Фреска из гробницы Филиппа II в Вергине, изображающая сцену охоты, единственное известное прижизненное изображение Александра, 330-е годы до н. э.

Эта вечная тяга к первенству иногда становилась причиной конфликтов между царём и его окружением. Так, Александр приказал высечь знатного юношу Гермолая за то, что тот первым поразил кабана во время царской охоты, и тот, чтобы отомстить, возглавил «заговор пажей». В течение восточного похода всё более заметной (в том числе из-за растущего пристрастия к алкоголю) становилась общая необузданность характера Александра и его излишняя властность; некоторые исследователи пишут даже о паранойе.

### Личная жизнь
В юности Александр, по словам Плутарха, «был равнодушен к телесным радостям». Неприязненные отношения между его родителями привели к тому, что царь долго не признавал женской любви. До женитьбы у него была только одна любовница — Барсина, дочь перса Артабаза. Позже Александр взял трёх жён — бактрийскую княжну Роксану (327 год до н. э.), дочь Дария III Статиру и дочь Артаксеркса III Парисатиду (324 год до н. э.). У него было двое сыновей: Геракл от Барсины (327—309 годы до н. э.) и Александр IV от Роксаны (323—309 годы до н. э.).
К античности восходят противоположные мнения о бисексуальности Александра. В частности, некоторые древние авторы называют любовником царя его близкого друга Гефестиона. Александр часто сравнивал его с Патроклом, а себя с Ахиллом; при этом в Древней Греции двух героев «Илиады», как правило, считали гомосексуальной парой. По некоторым данным во время восточного похода фаворитом царя стал юноша-евнух Багой, которого Александр однажды даже «запрокинул и целовал на виду у полного театра». Согласно Афинею, царь «до безумия любил юношей», не считая это чем-то предосудительным, так как среди македонских аристократов нередко практиковались связи с мужчинами с юношеских лет.
При этом педерастия, по свидетельству Плутарха, вызывала у Александра Македонского отвращение. Плутарх пишет, что, когда военачальник Филоксен спросил у Александра, не хочет ли тот купить двух мальчиков «замечательной красоты», царь «был крайне возмущён… и не раз жаловался друзьям, спрашивая, неужели Филоксен так плохо думает о нём, что предлагает ему эту мерзость». Такой же приём встретило и предложение Гагнона привезти Александру «знаменитого в Коринфе мальчика Кробила».

### Религиозные взгляды
До первых успехов в борьбе с персами Александр активно приносил жертвы богам, но постепенно перестал относиться к классической эллинской религии с пиететом. Так, он попрал запрет на посещение Дельфийского оракула, а оплакивая кончину своего друга Гефестиона, приравнял его к героям, организовал его культ и заложил два храма в его честь.
В Египте Александр провозгласил себя сыном Амона-Ра и, таким образом, заявил о своей божественной сущности; египетские жрецы стали почитать его и как сына бога, и как бога. Обычно это оценивается как прагматический политический шаг, направленный на легитимацию контроля над Египтом. Среди греков стремление царя обожествить себя не всегда находило поддержку — большинство греческих полисов признали его божественную сущность (как сына Зевса, греческого аналога Амона-Ра) лишь незадолго до смерти, в том числе и с явным нежеланием, как спартанцы (они постановили: «Так как Александр хочет быть богом, пусть будет им»). В честь царя начали проводить Александрии — общеионийские игры наподобие Олимпийских, а незадолго до смерти послы греческих полисов увенчали его золотыми венками, чем символически признали его божественную сущность. Стремление к самообожествлению серьёзно пошатнуло доверие к царю многих солдат и полководцев. В Греции полководцам-победителям иногда оказывали схожие почести, поэтому недовольство вызвали лишь отречение Александра от своего отца и требование признания себя именно как непобедимого бога.
Более поздний автор Иосиф Флавий записал легенду о том, что Александру во сне являлся Яхве, и потому Александр с большим уважением отнёсся к иудейскому первосвященнику в Иерусалиме, а также якобы читал Книгу пророка Даниила и узнал там себя.

### Генеалогия
| \| \| \| \| \| \| \| \| \| \| \| \| \| \| \| \| \| \| \| \| 4. Аминта III (?—369 до н. э.) \| \| \| \| \| \| \| \| \| \| \| \| \| \| \| \| \| \| \| \| \| \| \| \| \| \| \| \| \| \| \| \| \| \| \| \| \| \| \| \| \| \| \| \| \| \| \| \| \| \| \| \| \| \| 2. Филипп II Македонский (383/382 до н.э.—336 до н.э.) \| \| \| \| \| \| \| \| \| \| \| \| \| \| \| \| \| \| \| \| \| \| \| \| \| \| \| \| \| \| \| \| \| \| \| \| \| \| \| \| \| \| \| \| \| \| \| \| \| \| \| \| \| \| 10. Сирр (V—IV вв. до н.э.) \| \| \| \| \| \| \| \| \| \| \| \| \| \| \| \| \| \| \| \| \| \| \| \| \| \| \| \| \| \| \| \| \| \| \| \| \| \| \| \| \| \| \| \| \| \| \| \| \| \| \| \| \| \| 5. Эвридика I Македонская (IV в. до н. э.) \| \| \| \| \| \| \| \| \| \| \| \| \| \| \| \| \| \| \| \| \| \| \| \| \| \| \| \| \| \| \| \| \| \| \| \| \| \| \| \| \| \| \| \| \| \| \| \| \| \| \| \| \| \| 1. Александр Македонский (356 до н. э.—323 до н. э.) \| \| \| \| \| \| \| \| \| \| \| \| \| \| \| \| \| \| \| \| \| \| \| \| \| \| \| \| \| \| \| \| \| \| \| \| \| \| \| \| \| \| \| \| \| \| \| \| \| \| \| \| \| \| 24. Таррип (?—385 до н. э.) \| \| \| \| \| \| \| \| \| \| \| \| \| \| \| \| \| \| \| \| \| \| \| \| \| \| \| \| \| \| \| \| \| \| \| \| \| \| \| \| \| \| \| \| \| \| \| \| \| \| \| \| \| \| 12. Алкет I (ок. 410 до н. э.—ок. 370 до н. э.) \| \| \| \| \| \| \| \| \| \| \| \| \| \| \| \| \| \| \| \| \| \| \| \| \| \| \| \| \| \| \| \| \| \| \| \| \| \| \| \| \| \| \| \| \| \| \| \| \| \| \| \| \| \| 6. Неоптолем I (370 до н.э.—350-е до н.э.) \| \| \| \| \| \| \| \| \| \| \| \| \| \| \| \| \| \| \| \| \| \| \| \| \| \| \| \| \| \| \| \| \| \| \| \| \| \| \| \| \| \| \| \| \| \| \| \| \| \| \| \| \| \| 3. Олимпиада Эпирская (ок. 375 до н. э.—316 до н.э.) \| \| \| \| \| \| \| \| \| \| \| \| \| \| \| \| \| \| \| \| \| \| \| \| \| \| \| \| \| \| \| \| \| \| \| \| \| \| \| \| \| \| \| \| \| \| \| \| \| \| \| \| |                                                        |  |  |  |  |  |  |  |  |  |  |  |  |  |  |  |
| |                                                        |  |  |  |  |  |  |  |  |  |  |  |  |  |  |  |
| | 4. Аминта III (?—369 до н. э.)                         |  |  |  |  |  |  |  |  |  |  |  |  |  |  |  |
| |                                                        |  |  |  |  |  |  |  |  |  |  |  |  |  |  |  |
| |                                                        |  |  |  |  |  |  |  |  |  |  |  |  |  |  |  |
| | 2. Филипп II Македонский (383/382 до н.э.—336 до н.э.) |  |  |  |  |  |  |  |  |  |  |  |  |  |  |  |
| |                                                        |  |  |  |  |  |  |  |  |  |  |  |  |  |  |  |
| |                                                        |  |  |  |  |  |  |  |  |  |  |  |  |  |  |  |
| | 10. Сирр (V—IV вв. до н.э.)                            |  |  |  |  |  |  |  |  |  |  |  |  |  |  |  |
| |                                                        |  |  |  |  |  |  |  |  |  |  |  |  |  |  |  |
| |                                                        |  |  |  |  |  |  |  |  |  |  |  |  |  |  |  |
| | 5. Эвридика I Македонская (IV в. до н. э.)             |  |  |  |  |  |  |  |  |  |  |  |  |  |  |  |
| |                                                        |  |  |  |  |  |  |  |  |  |  |  |  |  |  |  |
| |                                                        |  |  |  |  |  |  |  |  |  |  |  |  |  |  |  |
| | 1. Александр Македонский (356 до н. э.—323 до н. э.)   |  |  |  |  |  |  |  |  |  |  |  |  |  |  |  |
| |                                                        |  |  |  |  |  |  |  |  |  |  |  |  |  |  |  |
| |                                                        |  |  |  |  |  |  |  |  |  |  |  |  |  |  |  |
| | 24. Таррип (?—385 до н. э.)                            |  |  |  |  |  |  |  |  |  |  |  |  |  |  |  |
| |                                                        |  |  |  |  |  |  |  |  |  |  |  |  |  |  |  |
| |                                                        |  |  |  |  |  |  |  |  |  |  |  |  |  |  |  |
| | 12. Алкет I (ок. 410 до н. э.—ок. 370 до н. э.)        |  |  |  |  |  |  |  |  |  |  |  |  |  |  |  |
| |                                                        |  |  |  |  |  |  |  |  |  |  |  |  |  |  |  |
| |                                                        |  |  |  |  |  |  |  |  |  |  |  |  |  |  |  |
| | 6. Неоптолем I (370 до н.э.—350-е до н.э.)             |  |  |  |  |  |  |  |  |  |  |  |  |  |  |  |
| |                                                        |  |  |  |  |  |  |  |  |  |  |  |  |  |  |  |
| |                                                        |  |  |  |  |  |  |  |  |  |  |  |  |  |  |  |
| | 3. Олимпиада Эпирская (ок. 375 до н. э.—316 до н.э.)   |  |  |  |  |  |  |  |  |  |  |  |  |  |  |  |
| |                                                        |  |  |  |  |  |  |  |  |  |  |  |  |  |  |  |
| |                                                        |  |  |  |  |  |  |  |  |  |  |  |  |  |  |  |

## Память об Александре
Образ Александра занимает уникальное место в мировой культуре: по оценкам исследователей, ни один другой исторический деятель не становился объектом столь пристального внимания со стороны деятелей искусства и науки, героем столь многих и столь разнообразных интерпретаций. На огромной территории, включавшей всю Европу, существенную часть Азии и Африки, для многих правителей и военачальников — от собственных диадохов до Адольфа Гитлера — Александр был примером для подражания. Даже сейчас вожди многих афганских племён возводят к нему свою родословную, а два государства, Греция и Северная Македония, спорят о том, кто из них является истинным наследником Александра.

### Античность

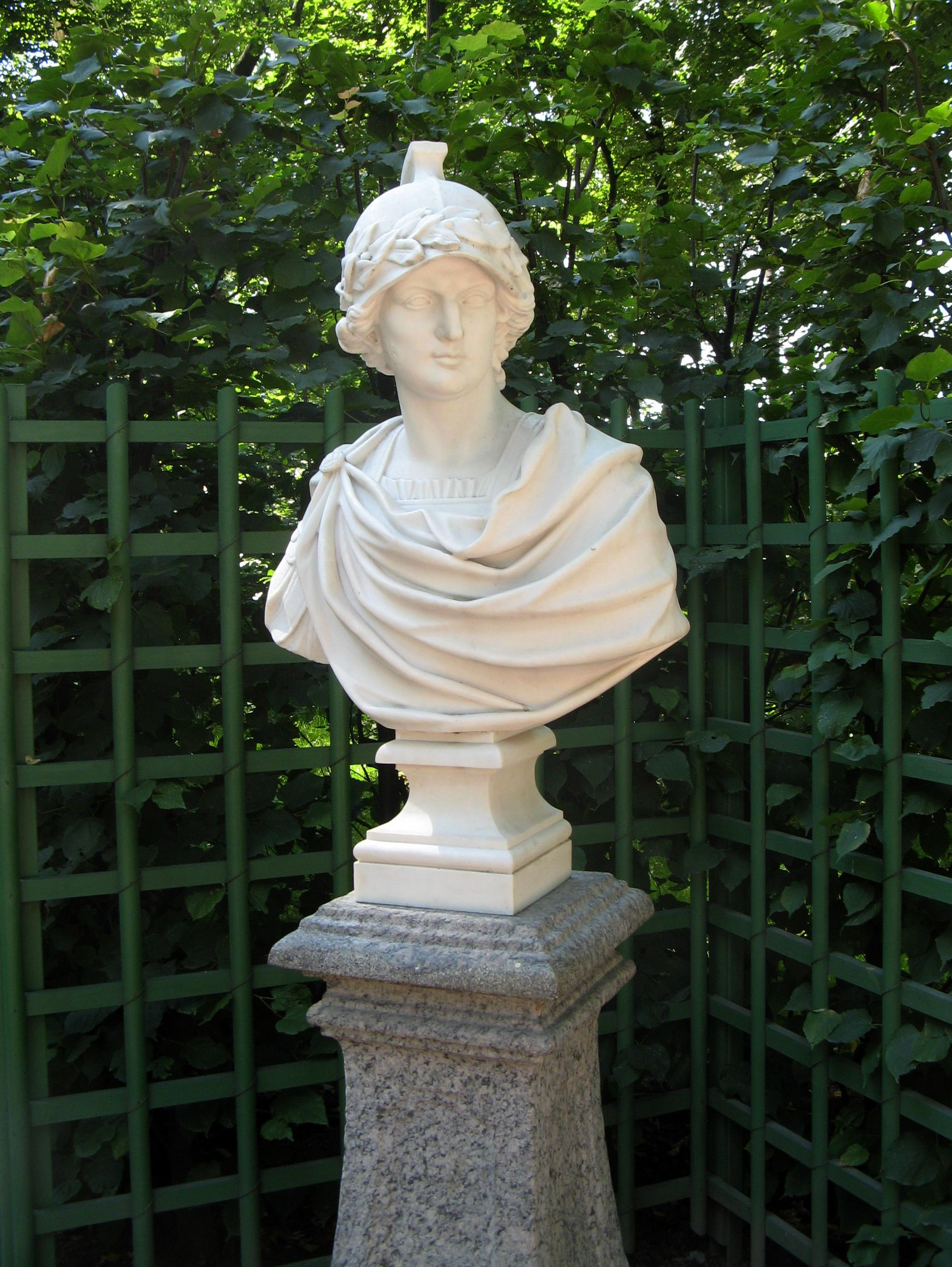
Бюст Александра в Летнем саду

Имя Александра очень активно использовалось в политической пропаганде в первые годы после смерти царя. Так, Пердикка обосновывал своё право на регентство тем фактом, что именно ему умирающий царь передал свой перстень. Боровшийся за единство империи Эвмен из Кардии, чтобы удержать под контролем армию, объявил подчинённым, что Александр во сне пообещал ему незримо присутствовать на всех заседаниях военного совета. Сатрап Персиды Певкест посвятил Александру и его отцу алтарь в Персеполе, а сатрап Египта Птолемей учредил в Александрии полноценный культ умершего царя, под чью защиту поставил собственную особу. Наконец, Олимпиада, начав в 317 году до н. э. войну против Арридея и поддержавшего его Кассандра, обвинила последнего в том, что он организовал отравление Александра через своего брата Иоллу, и ту же информацию распространял Антигон.
Плутарх сообщает, что все первые эллинистические цари старались доказать своё сходство с Александром — «пурпурными облачениями, свитой, наклоном головы да высокомерным тоном»; с оружием в руках это сходство доказывал только двоюродный племянник македонского царя Пирр. «О нём много говорили и считали, что и внешностью своей, и быстротой движений он напоминает Александра, а видя его силу и натиск в бою, все думали, будто перед ними — тень Александра или его подобие». С македонским царём сравнивали Селевкида Антиоха III, который тоже совершил большой восточный поход и получил за это прозвание Великий. Мнимым родством с Александром обосновывали свои политические претензии цари Македонии Филипп V и Персей, а также Псевдо-Александр, поднявший антиримское восстание в 142 году до н. э. Царь Понта Митридат VI Эвпатор чеканил монеты, на которых его портрет был явно стилизован под изображения Александра, и хранил одеяние македонского царя.

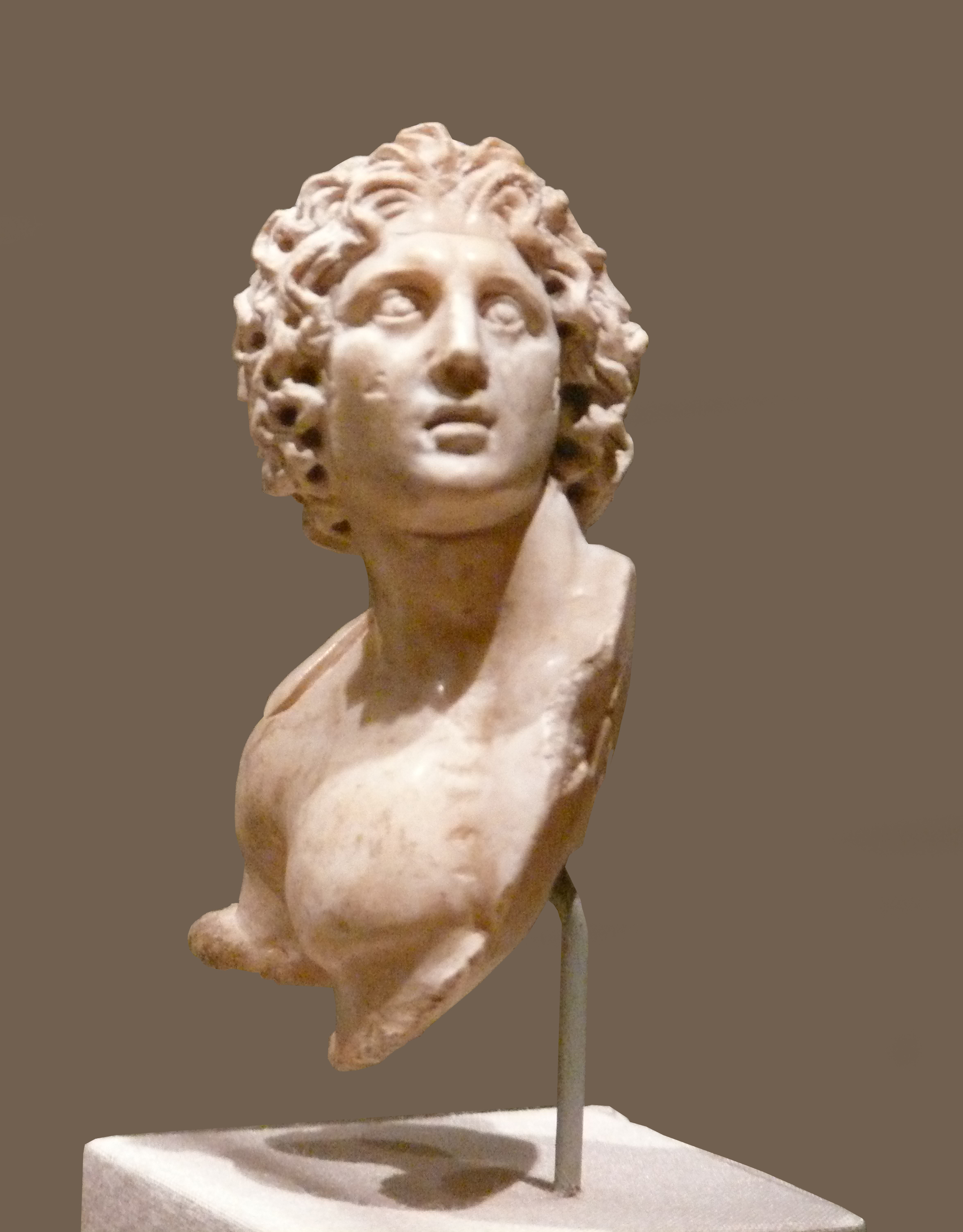
Бюст Александра, Птолемеевский Египет, около I века до н. э.

Первыми письменными источниками, содержавшими информацию об Александре, были «Эфемериды» (записи придворного журнала) и «Гипомнемата» (заметки самого царя с планами походов). Античные авторы нередко цитировали переписку Александра с друзьями, родственниками и официальными лицами, но бо́льшая часть этих писем представляет собой более поздние подделки. В восточном походе участвовало множество интеллектуалов, и некоторые из них впоследствии опубликовали воспоминания о своём великом современнике. Так, Харес Митиленский написал «Историю Александра» в 10 книгах; она описывала прежде всего личную жизнь заглавного героя и представляла собой не хронологически правильный рассказ, а собрание анекдотов. Схожими по подбору и оформлению материала были работы Медея, Поликлита из Лариссы и Эфиппа из Олинфа. Философ-киник Онесикрит из Астипалеи, путешествовавший со штабом Александра до самой Индии, подробно описал этот поход, уделив особое внимание Индии — местной флоре, фауне, обычаям жителей. Несмотря на обилие небылиц и выдуманных историй, в античную эпоху сведения Онесикрита служили одним из важнейших источников при описании Индии географами. Воспоминания о войне оставил и Неарх, командовавший флотом при возвращении из Индии.
У царя был штабной историограф, Каллисфен, чьи «Деяния Александра» задумывались как оправдание царя перед греческой аудиторией и соответственно носили откровенно апологетический характер. Уже в античную эпоху Каллисфена критиковали за предвзятость и искажение фактов. Поскольку историк погиб в 327 году до н. э., «Деяния» остались незавершёнными: последние из подробных записей описывают битву при Гавгамелах. Спустя многие годы после смерти царя свои воспоминания систематизировал Птолемей, ставший к этому времени правителем Египта. Этот автор во многом создал образ Александра как гениального полководца. Предполагается, что, будучи опытным военачальником, Птолемей приводил в своём сочинении множество точных подробностей, связанных с военными действиями. Не сразу написал историю походов Александра и находившийся в его войсках инженер Аристобул, уделивший много внимания географическому и этнографическому описанию завоёванных земель. Он начал работу в возрасте 84 лет, но тем не менее точно записал все расстояния, денежные суммы, а также дни и месяцы событий. Сочинения Аристобула и Птолемея дали богатейший фактический материал историкам последующих эпох, но до наших времён не сохранились, как и другие тексты об Александре, написанные его современниками. Исключением стали малочисленные фрагменты.
Почти полностью утрачено и сочинение Клитарха — младшего современника царя, который, вероятно, не участвовал в восточном походе, но попытался собрать воедино данные, полученные от очевидцев и из опубликованных к тому моменту работ. Его труд «Об Александре» состоял как минимум из 12 книг и по стилю приближался к героическому роману. В древности он был очень популярен, хотя его и критиковали другие историки.
Все эти авторы позитивно оценивали деятельность и личность македонского царя. Первыми критиками стали перипатетики — последователи Аристотеля, племянник которого Каллисфен стал жертвой Александра. Начиная с Теофраста, написавшего книгу «Каллисфен, или О печали», представители этого направления создавали образ монарха, получившего образцовое эллинское образование под опекой великого философа, но вследствие собственных военных успехов, которыми он был обязан исключительно удаче, превратившегося в восточного деспота. С этим связаны сообщения поздних источников о том, что основатель этой философской школы Аристотель был причастен к отравлению своего воспитанника. Киники приветствовали космополитизм Александра, видя в нём в его последние годы философа на троне, отмечая (как и стоики) его высокие устремления, мужество и великодушие. Риторы эллинистической эпохи вели активные дискуссии о том, был ли Александр обязан своими успехами собственным «добродетелям» или всё-таки удаче.

Римский бюст Помпея Великого, сделанный во времена правления Августа, копия оригинального бюста 70-60 г. до н. э., Национальный археологический музей Венеции, Италия.

Римлян тоже очень интересовала личность Александра. Поскольку, в отличие от греков, они не были побеждены этим царём, им ничто не мешало восторгаться масштабом его деяний. В одной из комедий Плавта Александр впервые был назван Великим (на два века раньше, чем в греческих источниках), и это прозвание встречается потом у Корнелия Непота и Марка Туллия Цицерона. Александру подражал Публий Корнелий Сципион Африканский; анналист Гай Ацилий Глабрион написал около 140 года до н. э., что Ганнибал во время своей единственной встречи со Сципионом назвал македонского царя величайшим из всех полководцев (при этом Ганнибал, по его словам, превзошёл бы и Александра, если бы одержал победу при Заме). Портреты Гнея Помпея, который тоже одерживал победы, будучи совсем молодым, и получил за это прозвание «Великий», были явно стилизованы под изображения македонского царя, и под влиянием этого факта Плутарх писал впоследствии, что Помпей внешне был похож на Александра. Во время третьего триумфа на Помпее была одежда Александра, хранившаяся прежде в сокровищнице Митридата.
Гай Юлий Цезарь видел в македонском царе пример для подражания; об этом говорит известный эпизод у Плутарха:

…Читая на досуге что-то из написанного о деяниях Александра, Цезарь погрузился на долгое время в задумчивость, а потом даже прослезился. Когда удивлённые друзья спросили его о причине, он ответил: «Неужели вам кажется недостаточной причиной для печали то, что в моём возрасте Александр уже правил столькими народами, а я до сих пор ещё не совершил ничего замечательного!»
— Плутарх. Александр, 11.
Кроме того, античные авторы пишут о том, как Цезарь упрекал себя в бездействии, увидев статую Александра в Гадесе (по данным Светония, это даже подтолкнуло Гая Юлия форсировать политическую карьеру); о посещении Гаем Юлием гробницы царя в Александрии; о том, что Цезарь проявил заботу о жителях Илиона, подражая Александру, и вообще был горячим поклонником этого монарха. Победив в гражданской войне, он приказал поставить на Юлиевом Форуме в Риме конную статую Александра работы Лисиппа. Поход Цезаря на парфян, не состоявшийся из-за успеха заговорщиков, был задуман в подражание александрову походу. Позже Марк Антоний активно использовал образ македонского царя для легитимации своей власти над Востоком; одного из своих сыновей он назвал Александром.
В литературе эпохи Принципата личность Александра получила противоречивые оценки; негативные суждения о нём были связаны во многом с влиянием перипатетиков. Тит Ливий называет «громадное величие» македонского царя «величием всего лишь одного человека, которому чуть больше десяти лет сопутствовала удача», и вспоминает про «ужасные казни, убийства друзей на пирах», «тщеславную ложь о своём происхождении». Этот историк счёл необходимым посвятить три главы своего труда рассуждениям о том, что римляне обязательно разбили бы Александра, если бы тот на них напал. Для Валерия Максима Александр был так же велик в военном деле, как Сократ в философии. Сторонники Республики использовали образ македонского царя для критики единовластия как такового. В частности, Луций Анней Сенека писал о жестокости и неуёмном честолюбии Александра, называл его походы грабительскими, а всю его деятельность — источником бед для множества народов. Для Сенеки царь Македонии был несчастным человеком, которого собственные страсти гнали в неведомые земли; Александр не понимал, «как мала земля, чью ничтожную часть он захватил». Сравнение этого царя с пиратом, а его империи — с шайкой разбойников перешло позже из произведений Сенеки в труды Лактанция и Блаженного Августина. Племянник Луция Аннея Марк Анней Лукан в поэме «Фарсалия» назвал Александра безумцем, «злой звездой для народов», «счастливым хищником», которого смерть унесла в расцвете сил, чтобы отомстить за мир, залитый кровью.
В последующие века происходили регулярные всплески интереса к личности Александра, связанные с отдельными римскими императорами. Если Юлии-Клавдии мало интересовались этой темой, то для Траяна Александр стал даже не примером для подражания, а конкурентом, которого можно и нужно было превзойти. В своём парфянском походе Траян хотел дойти до Индии; он использовал опыт Александра, налаживая отношения с подчинёнными общинами и основывая новые города. Известно, что в Вавилоне в 116 году император посетил покои, в которых умер Александр. Деятельность Траяна дала толчок своеобразному ренессансу александровой темы в античной литературе II века н. э.: биографию царя написал Плутарх, труд под названием «Анабасис Александра» — Арриан.
У Каракаллы (правил в 211—217 годах) преклонение перед Александром переросло в своеобразную манию. Этот император в послании к сенату сообщил, что в нём Александр возродился для новой жизни; он создал армию по македонскому образцу, чтобы с ней повторить восточный поход; он хотел сжечь труды последователей Аристотеля, поскольку поверил, что этот философ был причастен к отравлению царя. Каракалла называл себя «Новым Дионисом» и «Великим». На происхождение от Александра претендовал один из солдатских императоров Иотапиан (249 год). Наконец, Юлиан Отступник, возродивший идею персидского похода, восхищался македонским царём и брал с него пример в определённых ситуациях.

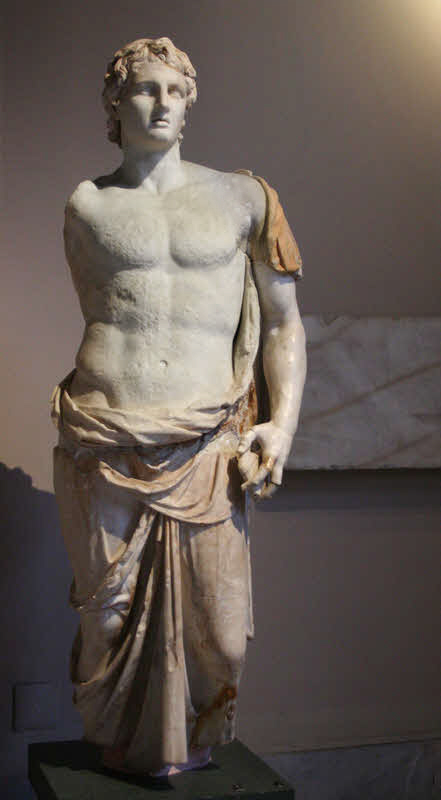
Статуя Александра в Археологическом музее Стамбула

Сохранились пять античных текстов, излагающих биографию Александра. Самый ранний из них — «Историческая библиотека» Диодора Сицилийского (I век до н. э.), опиравшегося на Клитарха. Диодор пишет о «разумении и мужестве», благодаря которым Александр «совершил дела более великие, чем те, что совершили все цари, память о которых передана нам историей», и «приобрёл громкую славу, равнявшую его с древними героями и полубогами». Квинт Курций Руф в I веке н. э. написал «Историю Александра Великого Македонского», где использовал труды Клитарха и Мегасфена, а также воспоминания ряда сподвижников царя. Его целью было создать занимательный рассказ, и ради этого он регулярно прибегал к преувеличениям и пренебрегал достоверностью. Александра Квинт Курций называет «Великим» и описывает его как человека великодушного и отважного; но при этом историк отмечает жестокость, мстительность и гипертрофированное честолюбие своего героя. В ряде случаев он симпатизирует врагам Александра.
Сохранилась также эпитома «Филипповой истории» Помпея Трога, созданная Юстином. Помпей Трог опирался на того же Клитарха, но излагал события без строгой хронологической последовательности. В его изображении Александр оказывается резко отрицательным персонажем — коварным, надменным, вызывающим всеобщие страх и ненависть, наложившим на многие страны «ярмо рабства». При этом Трог отмечает, что «не было ни одного врага, которого Александр бы не победил, не было ни одного города, которого бы он не взял, ни одного народа, которого бы он не покорил». Плутарх включил биографию Александра в свои «Сравнительные жизнеописания», поставив её в пару с биографией Гая Юлия Цезаря (к тому времени сравнение этих двух полководцев было избитой темой). Плутарха больше всего интересовали не масштабные исторические события, а личность царя, раскрывающаяся в мелких деталях; он признаёт Александра великим воином, пишет о его великодушии, воздержанности, благожелательности.
Наиболее достоверным источником исследователи признают «Анабасис Александра», написанный Аррианом во II веке н. э. Для этого историка Римская империя была политическим идеалом, а Александр — предшественником римских императоров. Арриан использовал широкий круг источников (в первую очередь — воспоминания Птолемея) и старался подходить к ним критически, но при этом часто был необъективен: многие факты, показывавшие его героя в дурном свете, он опускал или отодвигал на второй план. Вместе с Плутархом Арриана относят к главным создателям классического образа Александра — храброго и великодушного завоевателя, предмета для восхищения и подражания.

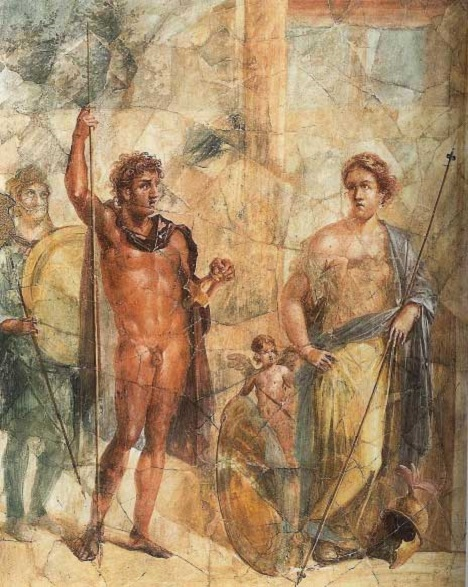
Бракосочетание Александра и Статиры в виде Ареса и Афродиты. Помпейская фреска, копия с картины Аэтиона. Около 60 года н. э., Антиквариум, Помпеи

К античной эпохе относится формирование цикла фантастических преданий, связанных с Александром, хотя отдельные легенды начали появляться ещё при его жизни. Все вместе они создали традицию правдивых и вымышленных сведений об Александре, которая в историографии известна как «вульгата». В какой-то момент был создан «Роман об Александре» на греческом языке. Время формирования его окончательной редакции неясно — это мог быть период от правления Птолемея II (III век до н. э.) до начала III века н. э. «Роман» носит фантастический характер, а писали его по материалам исторических сочинений, воспоминаний и полулегендарных сказаний, причём источников было даже больше, чем в пяти сохранившихся исторических трудах об Александре. Автор «Романа» неизвестен; в одной из рукописей таковым называют Каллисфена, но, поскольку это не может соответствовать действительности, иногда учёные говорят о Псевдо-Каллисфене. Есть мнение, что первые версии текста до его окончательной обработки появились на Востоке, где существовала насущная необходимость обосновать македонские завоевания. Факты в романе часто искажены, хронология нарушена. В классическом виде роман состоял из 10 частей, хотя в более ранних версиях, возможно, тем, касающихся Греции, практически не было.

### Средневековая Западная Европа
В раннем западноевропейском средневековье история переосмысляется и приобретает новую закономерность, прошлое оказывается тесно связанным с настоящим и похожим на него. Так, Приам называется первым королём франков, Александр Македонский — греческим, а Цезарь — римским Карлом Великим, они ходят по белу свету с двенадцатью пэрами и громят сарацин.

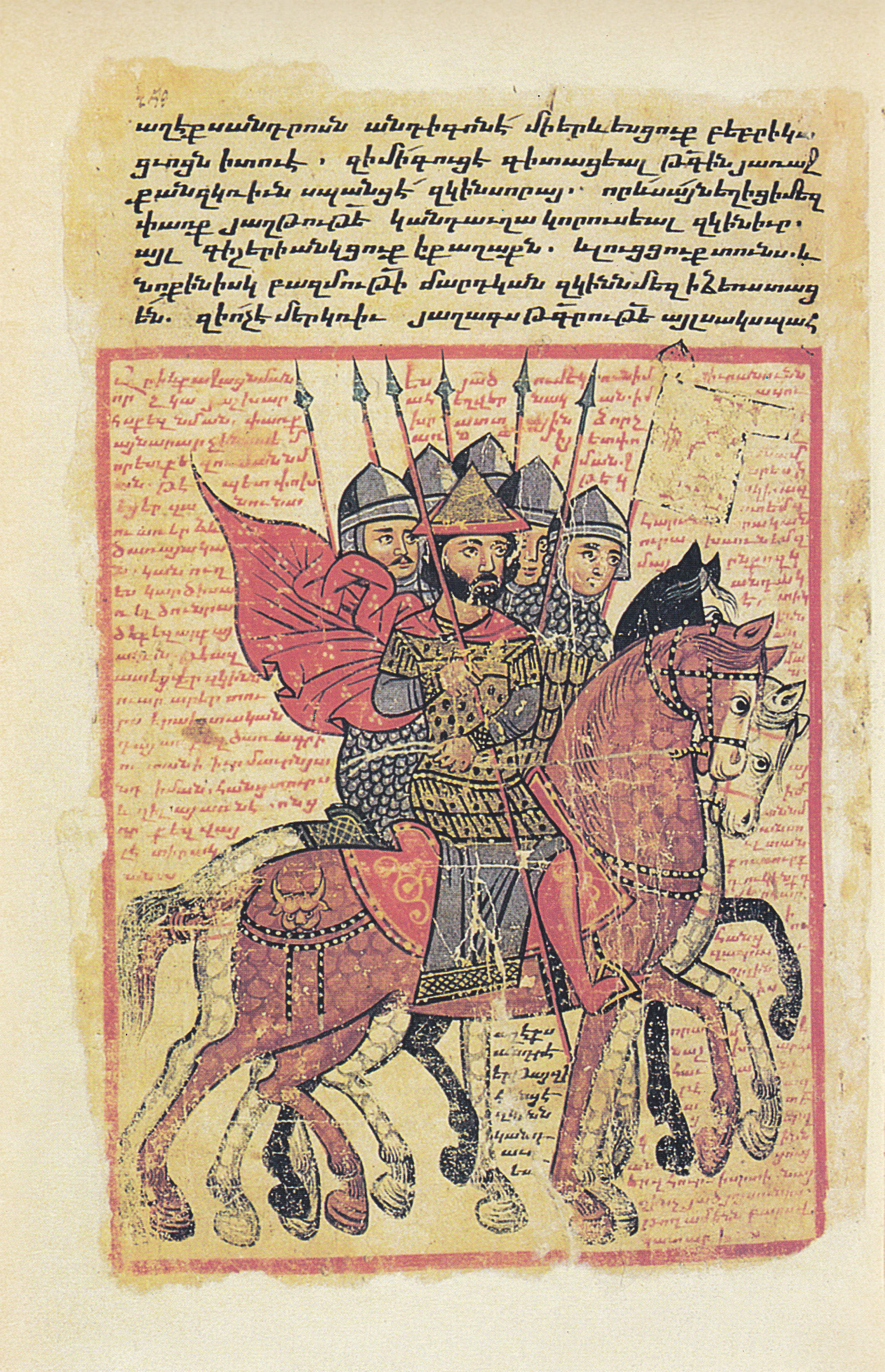
Страница армянского перевода V века «Истории Александра Великого». Рукопись XIV века

В течение тысячи лет между античностью и Новым временем информацию об Александре черпали по большей части не из произведений древних историков: Квинта Курция Руфа начали читать только в XII веке, а Арриана и соответствующую часть «Сравнительных жизнеописаний» Плутарха — в эпоху Возрождения. Основным источником информации о царе Македонии стал «Роман об Александре» в разных вариациях, одна из самых популярных книг для своей эпохи. Этот роман и разнообразные произведения, созданные на его основе, были наполнены фантастическими историями о том, как заглавный герой путешествует по миру, спускается на дно моря, летает по небу, встречается с мудрецами и слушает их рассказы. Связанная с «Романом» традиция делится на четыре ветви: западную (основанную на ряде латинских переводов книги), византийскую, восточнохристианскую (речь об Армении, Сирии, коптской культуре), мусульманскую. В эпоху Позднего Средневековья сказания об Александре появились у восточных славян, эфиопов, монголов, народов Индокитая.
В католической Европе, начиная с XII века, «Роман об Александре» послужил источником материала для ряда рыцарских романов. В результате этот сюжет стал одним из двух самых популярных в литературе того времени — наряду со сказаниями о короле Артуре. Около 1140 года Альберик из Безансона написал роман на старофранцузском языке, а Лампрехт Немецкий создал переработку этого романа на немецком («Песнь об Александре»). В этих произведениях появился ряд фантастических нововведений в легенду: главный герой одет в броню, закалённую в драконьей крови; его армия доходит до места, где небо соприкасается с землёй; по пути ему встречаются люди с шестью руками и мухи размером с голубя; наконец, Александр пытается обложить данью ангелов в раю.
В конце XII века Вальтер Шатильонский написал на латинском языке поэму «Александреида» (одним из источников для неё стал труд Квинта Курция Руфа). Александр Парижский создал самую объёмную (16 тысяч стихов) и одну из самых популярных поэм о царе Македонии, оказавшую огромное воздействие на поэзию на народных языках в разных странах Западной Европы. Поэмы об Александре начали выходить в Англии, Германии, Испании, Чехии. В XIII веке на их основе возникают прозаические романы и дальнейшие переработки текста, которые пользовались большой популярностью. В поздних редакциях «Романа об Александре» окончательно сложился идеализированный образ царя как полководца мужественного, но гуманного. Долгое время этот персонаж был образцом правителя для европейской культуры и попал, в частности, в список девяти достойных (другими праведными язычниками были Гектор и Гай Юлий Цезарь). В разных версиях романа встречаются аллюзии на актуальные для своего времени события: например, в стихотворной чешской «Александреиде» начала XIV века содержится много отсылок к чешской действительности, к засилью немцев и немецкой культуры в Праге.
Наряду с романами об Александре существовали и другие произведения, дополнявшие легенду о нём новыми вымышленными деталями. Так, в XIII веке Анри д’Андели создал «Лэ об Аристотеле», в основе которого лежит популярная легенда об Аристотеле и Филлис, любовнице Александра.

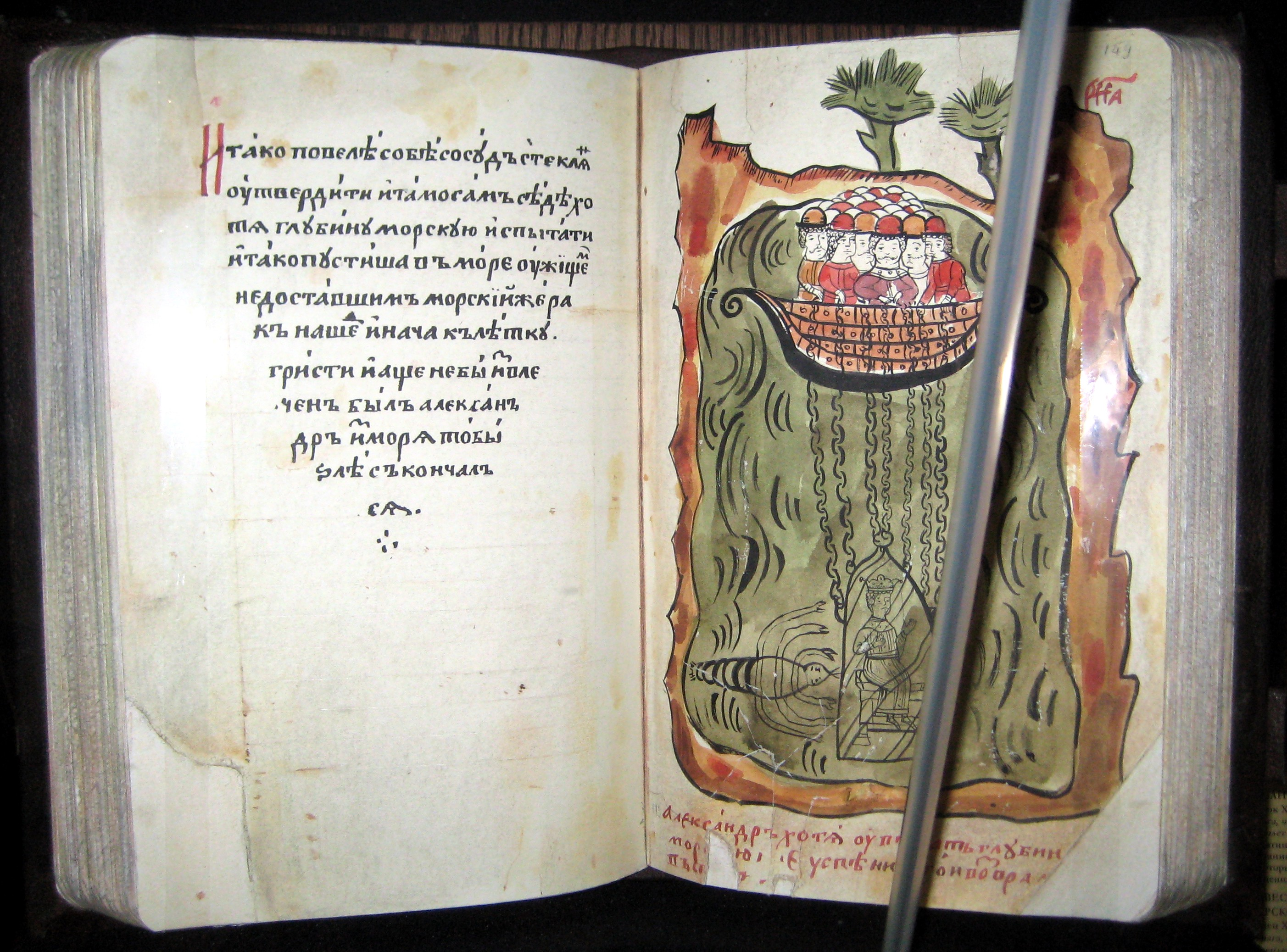
Рукопись «Сербской Александрии» XVII века. Александр спускается на дно моря в стеклянном сосуде

Особую роль в развитии традиции об Александре в католической Европе сыграли упоминания о македонском царе в Библии. В Первой книге Маккавейской Александр представлен как умеренно враждебный иудеям завоеватель, одним из преемников которого стал Антиох IV Эпифан, преследователь иудаизма. А в Книге пророка Даниила, которую царь якобы читал, он не назван прямо, но рассматривается как часть божественного плана по спасению еврейского народа. В этой книге Даниил рассказывает Навуходоносору о предстоящем чередовании четырёх царств (Дан., 39—40); христианские писатели, начиная с Ипполита Римского (II век), видели в третьем из них, «медном, которое будет владычествовать над всею землёю», державу Александра. Четвёртым царством, «железным», они считали Римскую империю, после распада которой должно было установиться Царство Божье. Таким образом, деятельность Александра была встроена в христианскую модель мировой истории.
Первые историки, применившие эту модель, подвергали Александра критике. Так, Орозий пишет, что македонские завоевания стали бедствием для всего мира, сообщает о «множестве злодеяний» и о неспособности царя насытиться человеческой кровью. В дальнейшем под влиянием «Романа об Александре» оценки становятся более позитивными: царь превращается в рыцаря без страха и упрёка, образцового правителя и пытливого исследователя. Всемирные хроники, включавшие в себя в том числе и рассказ об Александре, обрастают неправдоподобными деталями. Так, у Оттона Фрейзингенского (XII век) македонский царь правит всеми землями до края света, а в «Императорской хронике» (тоже XII века) говорится, будто на стороне Александра сражались саксы.

### Восточнохристианские культуры
Параллельно сюжет об Александре развивался в восточнохристианском мире. В Византии это развитие происходило на основе ряда греческих версий «Романа» (самые поздние появились в XV веке); новые живописные подробности появились благодаря словарю Суда, хроникам Иоанна Зонары и Георгия Монаха. Византия стала источником соответствующей традиции для Восточной Европы: языческие народы, принимая крещение по восточному обряду, получали прививку греческой культуры, так что сказания об Александре начинали новую жизнь на новых языках. Первой стала Болгария (X—XI века), а в XII или даже XI веке первые переводы текстов об Александре появились в Киевской Руси. К XIV веку относится «Сербская Александрия», сыгравшая большое значение для литературы всей Восточной Европы. Она была создана предположительно в Далмации на основе одной из поздневизантийских редакций «Романа об Александре» с добавлением западноевропейских мотивов и представляла собой вполне типичный рыцарский роман; отсылки к античным текстам были сокращены, зато усилилась христианская составляющая. В конце XV века текст «Сербской Александрии» был включён в состав русского сборника Ефросина, а в XVII веке после временного забвения получил широкое хождение в Русском царстве.
В Великое княжество Литовское роман попал в виде переводов западноевропейских редакций с латинского языка на старобелорусский язык и сразу стал одним из самых популярных светских произведений. Позже в дополнение к этим переводам распространились и копии «Сербской Александрии», а затем появились и компиляции, в которых две традиции объединялись. Благодаря популярности романа некоторые сюжеты из него попали в белорусские народные сказки.
«Роман об Александре» был очень рано переведён на армянский язык (в V веке). Позже его перевели на среднеперсидский, а в начале VII века с этого языка — на сирийский. Герой сирийской редакции «Романа» — суровый правитель, выполняющий великую миссию по созданию всемирной державы; в частности, через Центральную Азию он совершает поход в Китай. С сирийского языка «Роман» перевели на коптский и арабский, а с последнего в XV—XVI веках — на эфиопский язык (исследователи отмечают, что эфиопская редакция больше похожа не на перевод, а на самостоятельное произведение). Арабская версия легла в основу мусульманской традиции об Александре.

### Мусульманская традиция
И Ардашир уста раскрыл пред ними:

«Эй, славные познаньями своими,

Постигнувшие сердцем суть всего!

Я знаю, нет средь вас ни одного,

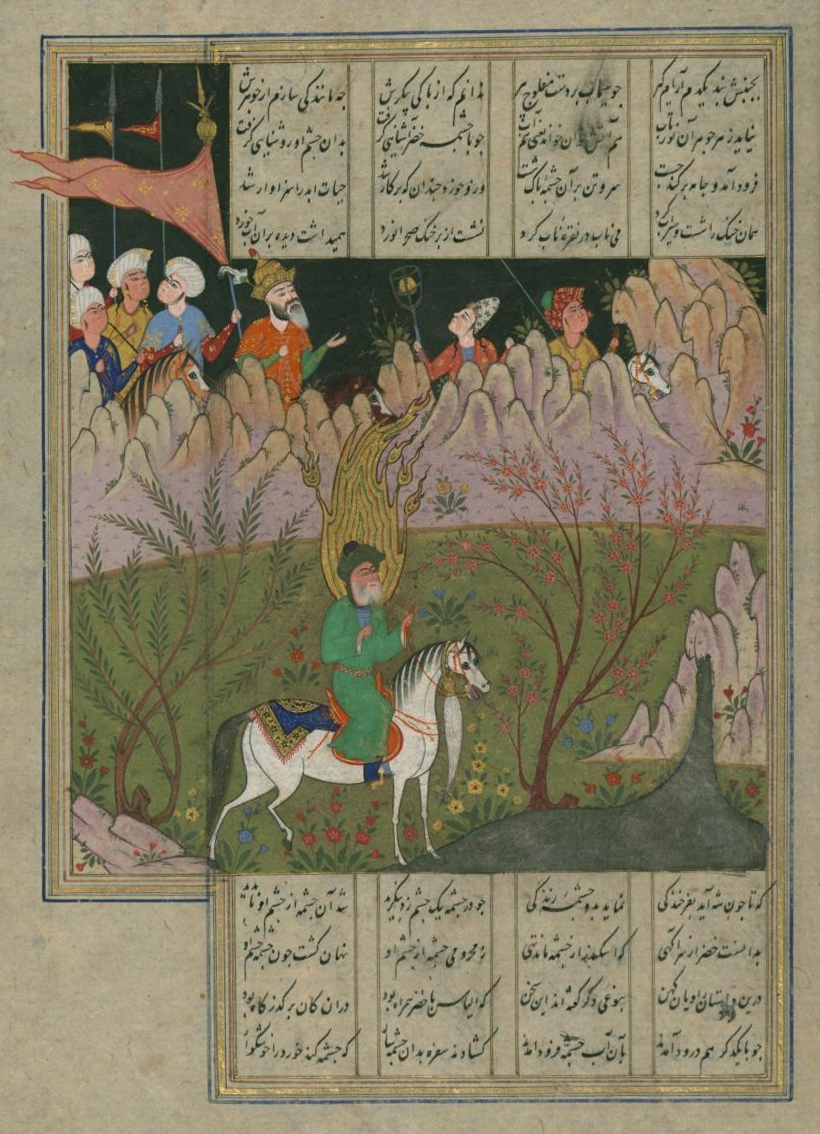
Миниатюра «Искандар-наме» Низами Гянджеви, XVI век. Художественный музей Уолтерса

Кто б не слыхал, каким подверг невзгодам

Нас Искандар — пришелец, низкий родом!

Он славу древнюю низверг во мрак,

Весь мир зажал в насильственный кулак.

<…>

Ты вспомни Искандара, что сгубил

Славнейших, цвет вселенной истребил.

Где все они? Где блеск их величавый?

О них осталась лишь дурная слава.

Не в рай цветущий — в леденящий ад

Ушли они. Не вечен и Хафтвад!»
Представления об Александре в мусульманской культуре основаны во многом на 18-й суре Корана, где упоминается Зуль-Карнайн. Это праведник и великий царь, исповедовавший веру в единого бога и воевавший с язычниками; в частности, он построил стену, защитившую цивилизованный мир от племён Яджудж и Маджудж. Этого царя часто отождествляли с Александром, который, таким образом, стал выглядеть как приверженец и защитник ислама, близкий по статусу к пророку. Ряд исламских богословов, таких как Ибн Таймия, отрицают подобное тождество.
У персов после арабского завоевания было достаточно сложное отношение к личности Александра. В зороастрийской «Книге о праведном Виразе» македонский царь представлен как посланник повелителя зла Ангра-Майнью (см. врезку справа); с другой стороны, придворные историографы изображали Александра потомком Ахеменидов, чтобы обосновать теорию наследственной преемственности персидского трона, и эта традиция, более позитивная по отношению к царю, постепенно объединялась с мусульманской. Поэт Фирдоуси в классическом персидском эпосе Шахнаме (около 1000 года) включил Александра в ряд правителей Ирана, нейтрально описал его философскую беседу с мудрецами, но устами царя Ардашира озвучил негативную оценку завоевателя; впрочем, царь меняется под влиянием разговоров со жрецами, брахманами, философами и благодаря знакомству с «цветущим городом». Отдельную поэму «Искендер-наме» в цикле «Хамсе» посвятил Александру Низами Гянджеви (конец XII века), изобразив царя как идеального персидского правителя, победившего зороастризм и проложившего путь для истинной веры. Произведение построено по принципам, близким европейскому рыцарскому роману, но Низами последовательно проводит свою философскую линию, а Александр ведёт учёные беседы с греческими и индийскими мудрецами. Кроме того, в поэме присутствует утопический элемент: во время путешествия на север Александр находит землю, где существует идеальное общество без верховной власти, бедности и пороков.
Разнообразные легенды об Александре имели хождение по всему мусульманскому миру. Одним из наиболее популярных сюжетов была легенда о двух рогах Александра, которые он тщательно скрывал от всех; один цирюльник рассказал этот секрет тростнику, из которого сделали свирель, и в результате о рогах узнал весь мир. Появление этого сюжета часто связывали с греческим мифом о Мидасе, но в середине XX века появились предположения, что легенда возникла на Востоке. В сирийской литературе существовало несколько сказок об Александре, который представляется как сельский герой-богатырь, силой и отвагой заполучивший лучшего коня, лучший меч и самую красивую девушку. Распространённое прозвище «Двурогий» там объясняется тем, что Александр «прикрепил к голове наподобие рогов два меча и поражал ими врагов». В грузинском и таджикском фольклоре имя Александра ассоциируется с отменой древнего обычая геронтоцида (убийства стариков, достигших определённого возраста). В азербайджанском фольклоре Александр поджигает море, чтобы царь моря заплатил ему дань — чудотворные дары.
В турецкой литературе впервые использовал сюжет об Александре придворный поэт Ахмеди в сочинении «Искандер-наме» (1400 год). Его поэма была и подражанием одноимённой поэме Низами, и ответом на неё. В целом фантастический и приключенческий элемент у Ахмеди значительно сильнее, чем у Низами и Фирдоуси, к тому же автор находился под влиянием суфизма, что отразилось на содержании поэмы. Существовала и более доступная по языку и содержанию прозаическая версия «Искандер-наме», созданная Хамзави, братом Ахмеди.
Среднеазиатский тюркский поэт Алишер Навои (XV век) в произведении «Искандерова стена» описал свой идеал государственного устройства на фоне фантастических сюжетов о жизни Александра (поиск живой воды, постройка стены для защиты от варваров и другие).

### Новое время

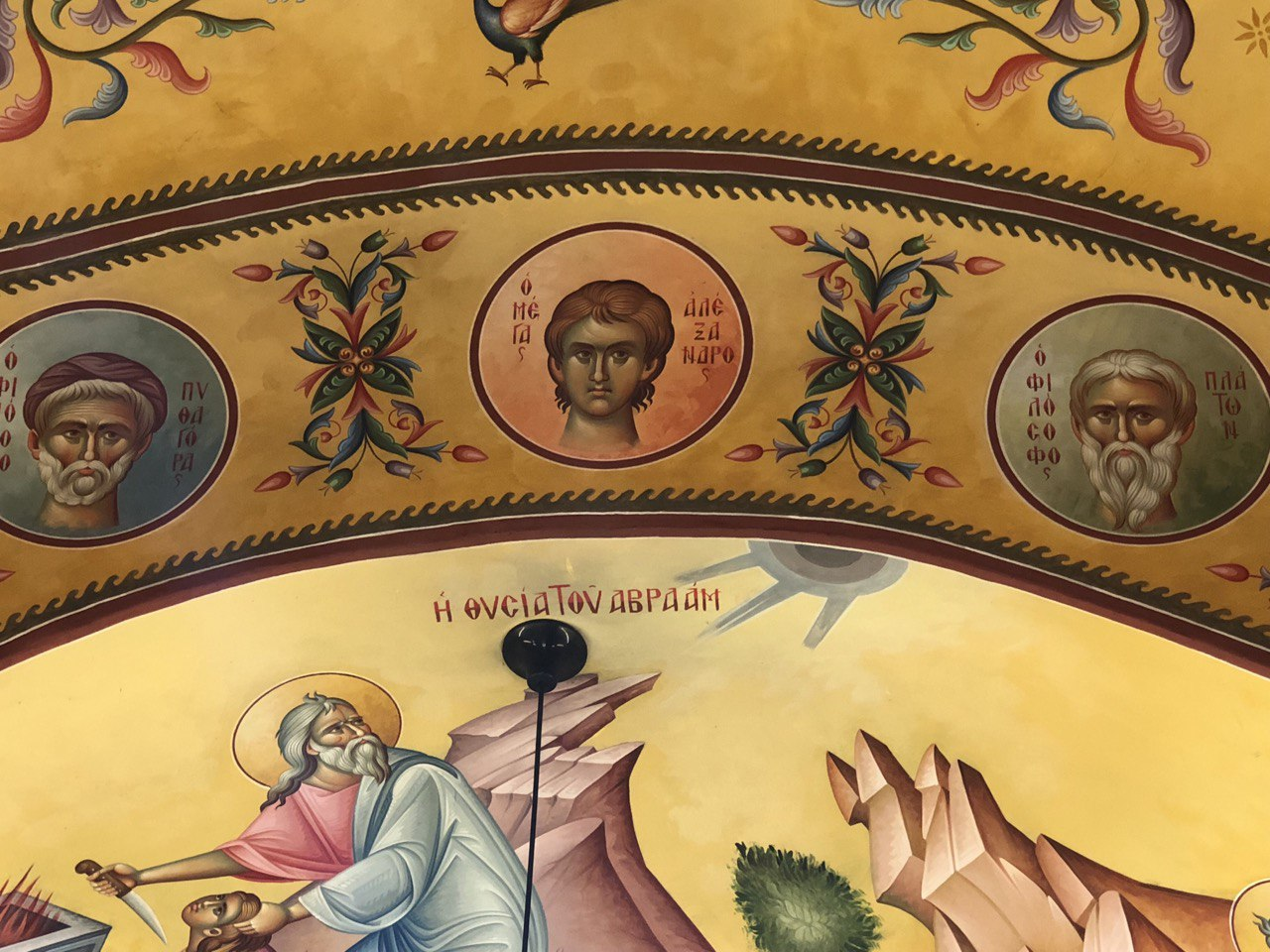
Фреска с изображением Александра в окружении древнегреческих философов. Притвор храма Двенадцати апостолов Иерусалимской православной церкви в Капернауме, Израиль

В эпоху Ренессанса восприятие Александра в рамках европейской культуры существенно изменилось. Разные версии «Романа об Александре» оставались очень популярными в народе, но при этом появились и первые после тысячелетнего перерыва издания Арриана и Плутарха. В результате представления о македонском царе наиболее образованной части общества оказались намного ближе к историческим фактам, чем раньше, и стало возможным зарождение научной литературы по этой теме. Биография Александра дала материал для ряда пьес XVI—XVII веков, в которых сюжетной основой стали отношения между главным героем и разными женщинами из его окружения. Царь в этих пьесах изображён галантным любовником, рыцарем без страха и упрёка, который, как правило, из великодушия жертвует своими чувствами ради счастья других.
Одним из первых драматургов, обратившихся к этому сюжетному материалу, стал Ганс Сакс: в 7-актной трагедии он описал всю жизнь царя (1558 год). Представитель английского «елизаветинского века» Джон Лили в 1584 году написал трагедию «Кампаспа» на основе истории, рассказанной Плинием Старшим (в этой пьесе Александр влюбился в фиванку Кампаспу, но, узнав о любви к ней художника Апеллеса, устроил счастье этой пары). Во Франции в XVII веке были написаны и поставлены трагедии «Смерть Александра» Александра Арди, «Александр Великий» Жана Расина. Успеху пьесы Расина (1665 год) способствовало благожелательное отношение Людовика XIV: король, посмотрев спектакль, нашёл у театрального Александра немало сходства с самим собой. Большую популярность снискал двенадцатитомный галантно-героический роман Готье де Кальпренеда «Кассандра» (1642—1645 годы), рассказывающий о соперничестве двух жён царя — Роксаны и Статиры; та же сюжетная линия легла в основу пьесы «Царицы-соперницы, или Смерть Александра Великого» (1677 год), написанной одним из выдающихся драматургов английской Реставрации Натаниэлем Ли. В Испании об Александре писали Лопе де Вега (1604—1608 годы) и Кальдерон (1657 год).
С усилением в Европе абсолютизма и распространением исторических знаний приближённые монархов всё чаще сравнивали их с великими правителями древности. Так, придворные поэты и живописцы Людовика XIV нередко изображали его в образе Александра. Петру I приписывают фразу, произнесённую во время Северной войны: «Мой брат Карл мнит себя Александром, но он не найдёт во мне Дария». Вольтер в 1765 году сравнивал Екатерину II с царицей амазонок, намекая на легендарную встречу Александра с этой царицей, причём «Екатерина, по логике Вольтера, столь велика, что роли должны поменяться, — сам Александр Великий должен был бы добиваться внимания Екатерины».
При всём этом в литературе XVIII века реже, чем раньше, использовался античный материал в целом и образ македонского царя в частности; теперь Александр регулярно становился только героем опер. Среди либреттистов, уделивших ему внимание, был Пьетро Метастазио (1729 год), а среди композиторов — Георг Гендель (опера «Пор», 1731 год). Деятели Просвещения критически рассматривали личность и деятельность Александра. Шарль де Монтескьё впервые обратил внимание на экономические аспекты македонских завоеваний; Вольтер, признававший величие Александра как полководца и государственного деятеля, отмечал его серьёзные недостатки. Гийом де Сен-Круа охарактеризовал македонского царя как кровожадного тирана и поставил под вопрос саму возможность ставить его в пример европейским монархам. Как положительный литературный персонаж Александр появлялся в то время редко; один из таких случаев — стихотворение Фридриха Гёльдерина «Речь Александра перед солдатами при Иссе» (1785 год), ставшее эмоциональным выступлением против тирании.
В XIX веке Александр стал героем немногих поэтических и прозаических произведений, и все они представляют интерес только для историков литературы.

### В историографии
Попытки исследовать деятельность Александра предпринимались, начиная с эпохи Возрождения, когда был введён в оборот основной корпус античных текстов. Систематическое изучение началось только в XIX веке с появлением исторических научных школ; многие учёные использовали личность Александра в рамках решения актуальных для своей эпохи политических проблем. Выдающиеся антиковеды Бартольд Нибур, Эрнст Курциус, Джордж Грот относились к Александру резко отрицательно. Других взглядов придерживался Георг Гегель, причисливший Александра к своим «всемирно действующим индивидам». Переломил тенденцию в историографии последователь Гегеля Иоганн Дройзен, который в своей «Истории эллинизма» (первый том, посвящённый Александру, вышел в 1833 году) провёл параллели между античной Македонией, объединившей Грецию, и Прусским королевством, потенциальным объединителем Германии. Дройзен оспорил господствовавшее со времён Возрождения мнение о том, что эпоха Александра стала рубежом между расцветом античного мира и его упадком и вырождением. Для этого учёного завоевание Персии положило начало синтезу восточной и западной культур, который, в свою очередь, создал почву для возникновения христианства. Александр, «юный герой, творящий новый мир», противопоставлен у Дройзена Демосфену с его «узкой патриотической ненавистью».
В дальнейшем Александра часто идеализировали, выступая с позиций крайнего европоцентризма. Так, автор «Истории греческой культуры» Якоб Буркхардт видел в царе носителя великой миссии по распространению греческой цивилизации среди варваров Востока; для Пьера Жуге завоевания Александра оцениваются в русле концепции «благодетельного империализма» и представляются как безусловно прогрессивное явление. Схожих позиций придерживались Джон Магаффи, Жорж Раде и другие. Для Арнольда Тойнби Александр был гением, который в одиночку создал эллинистический мир. Провозвестником «братства народов» считали Александра Михаил Ростовцев и некоторые другие представители англо-американской историографии. Подобные взгляды сохранялись и позднее: в частности, во всей греческой историографии XX века Александр, как правило, представлялся как носитель высокой культуры и предводитель западной цивилизации в её извечной борьбе с Востоком. Военному искусству Александра посвятил отдельную работу американский военный историк Теодор Додж, стремившийся извлечь из кампаний Александра уроки для современности.
Особенно много внимания Александру уделяли немецкие учёные, сделавшие наибольший вклад в апологетическую традицию. В 1920—1940-х годах многие германские исследователи подходили к этой проблематике с позиций нацизма; среди них выделяются Гельмут Берве (он написал в 1926 году фундаментальную работу «Империя Александра на просопографическом основании») и Фриц Шахермайр. Оба этих учёных после Второй мировой войны отошли от своих прежних позиций. Шахермайр создал научную трилогию, в которой критически рассмотрел деятельность Александра; для него царь — человек жестокий и фанатичный, часто поддававшийся своей страсти к разрушению, сломавший тенденцию к сближению Македонии и Греции, которая наметилась благодаря Филиппу II. По мнению Шахермайра, Александр и его отец принадлежали к разным типам исторических деятелей — «необузданному» и «рациональному» соответственно.
Во второй половине XX века появились и другие крупные исследования, критически оценивавшие деятельность Александра. Как политика, руководимого лишь холодным расчётом, его изобразили британские историки Роберт Дэвид Милнз и Питер Грин. В монографии Пьера Бриана акцентируется внимание на оппозиции Александру. Среди тематических исследований выделяется двухтомная работа Альфреда Беллинджера о монетном деле в Македонии с экскурсом в экономическую политику Александра.
В советской историографии изучением Александра Македонского занимались, прежде всего, Сергей Ковалёв (выпустил монографию о нём в 1937 году), Аркадий Шофман (опубликовал двухтомную «Историю античной Македонии» в 1960—1963 годах, отдельную работу «Восточная политика Александра Македонского» в 1976 году и статьи) и Геннадий Кошеленко («Греческий полис на эллинистическом Востоке» в 1979 году, ряд статей).

### В изобразительном искусстве

#### Античность
К античной эпохе относится множество изображений Александра. Некоторые были созданы ещё при жизни царя, но исследователи скептически относятся к возможности судить по ним о том, как Александр выглядел: не во всех случаях идентификация выглядит бесспорной. К тому же художники наверняка прибегали к идеализации, изображая не индивидуальные черты, а скорее типичные, по их мнению, для великих властителей.
Источники сообщают о трёх художниках, получивших эксклюзивное право изображать Александра. Это живописец Апеллес, скульптор Лисипп и резчик по камню Пирготел. Лисипп, согласно Плутарху и Арриану, изваял целый ряд статуй царя; одна из них была поставлена около 334 года до н. э. в македонском городе Дион, другая, часть скульптурной группы, изображающей охоту Александра и Кратера на львов, — около 321 года до н. э. в Дельфах. Сохранилось несколько мраморных бюстов царя, которые, по-видимому, являются римскими копиями с греческих оригиналов (в частности, так называемая «Герма из Азары»). Александр изображён также на саркофаге, изготовленном около 325 года до н. э. в Сидоне и связанном, по-видимому, с именем местного царя Абдалонима; на одной из сторон саркофага запечатлена царская охота, на другой — битва (неясно, имелось ли в виду какое-то конкретное сражение).
Из всех произведений античной живописи, посвящённых этой теме, сохранилось два. Одно из них, созданное около 330 года до н. э., — изображение царской охоты на гробнице в городе Вергина. Второе — знаменитая «Александрова мозаика», найденная в Помпеях. Она запечатлела битву македонян с персами; на ней Александр, сидящий верхом на коне, без шлема, поражает одного из врагов копьём, а его взгляд устремлён на Дария, который готов обратиться в бегство.

#### Средние века
Для средневековых художников наибольший интерес представляли сюжеты не из исторической, а из легендарной биографии царя, разрабатывавшейся в «Романе об Александре»; при этом главный герой всегда изображался, как современник автора. К числу самых популярных сюжетов относился полёт Александра с двумя грифами, ставший темой рельефов в соборе Святого Марка в Венеции (конец XI века), в романских церквях Базеля и Фрейбурга (XII век). Этот же эпизод вкупе с историей о том, как Александр спустился на морское дно, и несколькими историческими сюжетами стал темой для двух гобеленов, сотканных при бургундском дворе около 1460 года.
Большое значение для темы Александра в искусстве (особенно к северу от Альп) имела традиция о «девяти достойных». Скульптуры этих персонажей, в число которых входил Александр, в 1330-е годы появились в кёльнской ратуше, в самом конце XIV века — на рыночной площади Нюрнберга. В 1457 году этот сюжет был использован в росписях на стенах здания ткацкой гильдии в Аугсбурге. Примерно тогда же был создан богато иллюстрированный кодекс с переводом Квинта Курция Руфа на французский язык, который предназначался для герцога бургундского Филиппа Доброго.

#### Новое и Новейшее время
Начиная с XV века в европейском обществе растёт интерес к историческому Александру. При этом не было известно, как выглядел македонский царь (мозаика, рельеф из Сидона и бюсты были найдены существенно позже), так что за его изображение ошибочно принимали самые разные статуи
и рельефы. В исполнении художников раннего Нового времени Александр выглядел лишённым индивидуальных черт. Так, на картине Альбрехта Альтдорфера «Битва Александра» (1529 год) вообще не видно лица главного героя: можно различить только фигуру всадника с копьём, преследующего колесницу Дария.

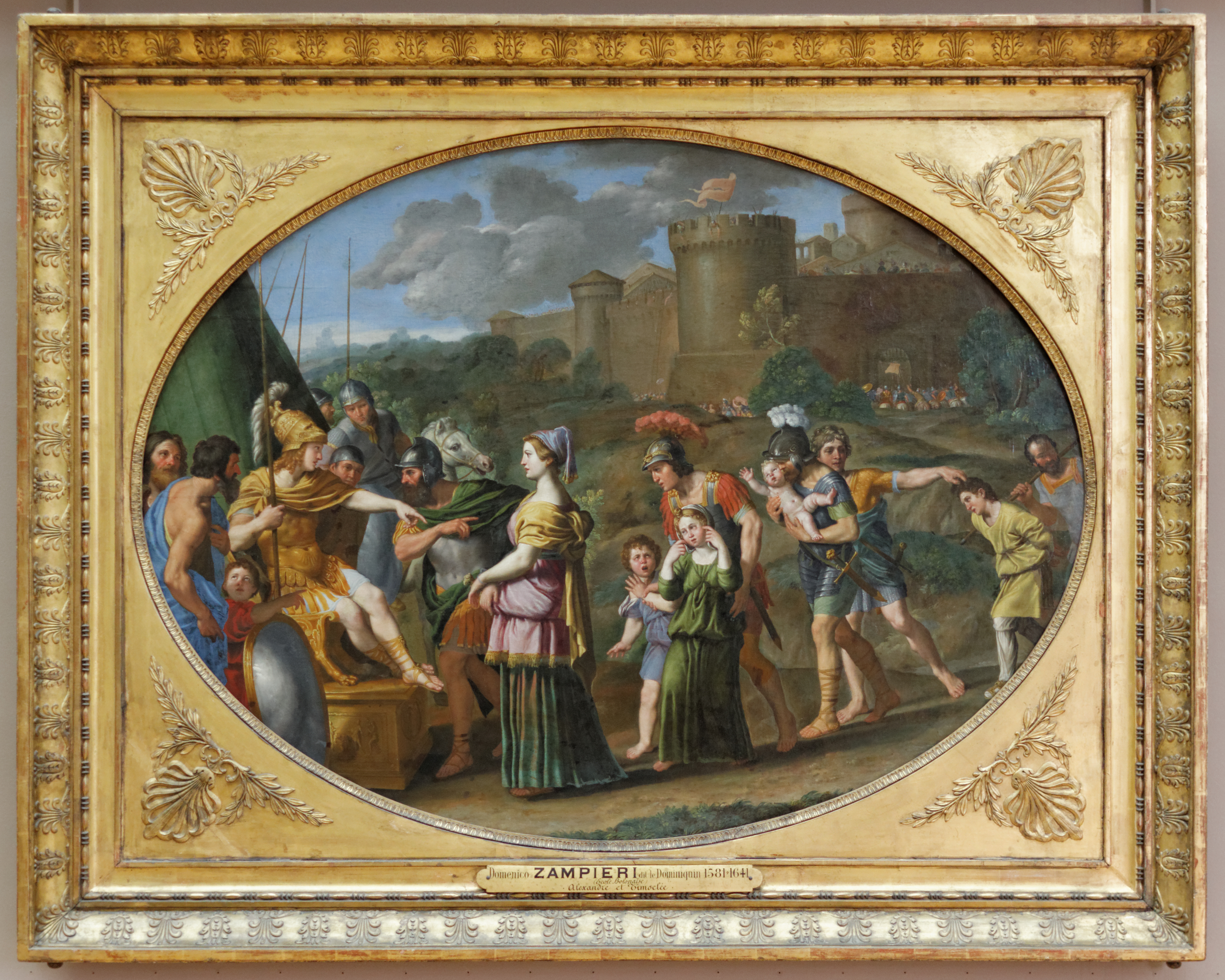
Александр и Тимоклея (Доменикино, около 1615)

Для XVI—XVII веков характерно создание больших живописных циклов об основных этапах биографии Александра. Наиболее характерным стал цикл Шарля Лебрена, созданный в 1660—1670-е годы по заказу Людовика XIV. В ряде случаев от живописца требовалось проиллюстрировать определённые параллели в судьбах Александра и заказчика. Так, римский папа Павел III до своего избрания носил имя Алессандро, а в качестве главы церкви хотел создать антитурецкую коалицию; соответственно в 1540-е годы Перино дель Вага украсил для него Замок Святого Ангела стенными росписями, изображавшими победы македонского царя над персами (последние должны были символизировать османов). На вилле Фарнезина по случаю женитьбы её хозяина, Агостино Киджи, художник Содома украсил спальню фреской со сценой свадьбы Александра и Роксаны (1510-е годы). Франческо Приматиччо по заказу Франциска I изобразил Александра с его возлюбленными (Роксаной, Тимоклеей, Фалестридой и Кампаспой) на стенах покоев королевской любовницы Анны де Пислё в Фонтенбло.
Наиболее популярным в эту эпоху был сюжет «Александр и дочери Дария»: художники изображали встречу царя с дочерьми своего врага после битвы при Иссе, когда Александр, согласно античным авторам, продемонстрировал своё великодушие. По монументальности среди посвящённых этой теме картин выделяются полотна Паоло Веронезе (1565—1570 годы) и Шарля Лебрена (1660/61 год). В 1779 году к этому сюжету обратился Давид, постаравшийся усилить драматизм: в его версии Александр встречается с царевнами, лёжа на смертном одре. Популярными были также сюжеты о встрече Александра и Диогена (это были вариации на тему общения между правителем и подданным) и об Апеллесе, которому царь уступил свою возлюбленную. Последняя тема интересовала художников, поскольку позволяла высказаться о придворном искусстве.
В XIX веке происходило дистанцирование искусства от античности: биография Александра перестала быть собранием нравоучительных примеров и осталась только источником материала для исторической живописи. Дистанция стала особенно заметной при переходе к реализму; Карл фон Пилоти продемонстрировал это своей картиной «Смерть Александра в Вавилоне» (1885 год). В XX—XXI веках образ Александра используется в изобразительном искусстве только изредка, и это связано либо с локальным патриотизмом (так, в столицах двух нынешних Македоний, Салониках и Скопье, появились два памятника царю — в 1974 и 2011 годах соответственно), либо с откровенно коммерческими интересами, как в творчестве Энди Уорхола.

### В культуре и политике XX—XXI веков

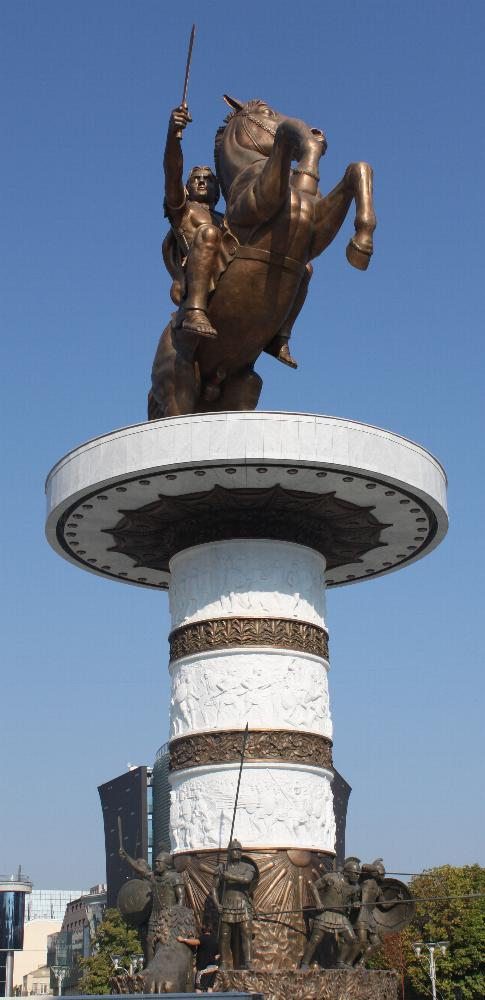
Статуя Александра Македонского в Скопье, Северная Македония

В XX веке личность Александра снова оказалась востребованной в художественной литературе. В 1905 году вышел роман Якоба Вассермана «Александр в Вавилоне». После Первой мировой войны многие литераторы активно критиковали саму идею завоеваний, и наиболее ярко это проявилось в творчестве Бертольда Брехта. В 1920—30-е годы в нескольких стихотворениях он раскритиковал стремление Александра к мировому господству и обратил внимание на то, что заслуги всей армии приписываются одному человеку; в радиопьесе «Допрос Лукулла» (1940—1941 годы) Брехт отстаивает мнение, что на небесах слава Александра ничего не значит.
Клаус Манн использовал образ Александра для проведения художественных параллелей с антифашизмом («Александр. Роман-утопия», 1929 год). С другой стороны, руководство Третьего рейха апеллировало к этому образу при реализации своих завоевательных планов на Востоке во время Второй мировой войны (этому не помешало то обстоятельство, что Адольф Гитлер относился к Александру довольно критически, видя пример для подражания в Перикле). В нацистской Германии был написан ряд крупных художественных произведений об Александре, авторами которых стали Зденко фон Крафт, Пауль Гурк, Ханс Бауманн. Соответственно после 1945 года отношение к македонскому царю стало более критическим.
В 1909 году русский писатель и поэт Серебряного века Михаил Кузмин опубликовал псевдоисторическую повесть «Подвиги Великого Александра», стилизованную под средневековые «Истории Александра Великого» и древнерусские «Александрии», искусно смешав в своём произведении мифы о великом полководце с историческими фактами.
В 1930-е годы советский писатель Василий Ян создал повесть «Огни на курганах», посвящённую войнам Александра в Средней Азии. В характерном для своего времени духе он описал классовую и национально-освободительную борьбу населения Согдианы; Александр в этой повести изображён как сложная личность. Английский писатель Обри Менен использовал образ царя для юмористического сопоставления македонской империи и владычества британцев в Индии. Со второй половины XX века в Александре нередко видят предвестника глобализации и антиколониализма. В беллетризованной биографии царя «Александр Македонский, или роман о Боге» Мориса Дрюона присутствуют элементы психоанализа и мистики, благодаря чему она выбивается среди других популярных биографий полководца. Историк Арнольд Тойнби описал гипотетическое будущее Македонской империи в случае, если бы Александр прожил на 36 лет больше.
Александр действует в поэме Льва Ошанина «Вода бессмертия», в романах Ивана Ефремова («Таис Афинская»), в романах Ольги Эрлер «Александр Македонский и Таис. Верность прекрасной гетеры» и «Птолемей и Таис. История другой любви», Дэвида Геммела («Македонский легион», «Тёмный принц» — 1990—1991 годы), Явдата Ильясова («Согдиана»), в трилогии Валерио Массимо Манфреди («Сын сновидения», «Пески Амона», «Пределы мира»), в повестях Любови Воронковой («Сын Зевса» и «В глуби веков»). Образ македонского царя начали использовать писатели, работающие в жанре фэнтези и гей-романа (Gay Novel). В последнем случае стилеобразующими стали книги Мэри Рено — «Небесное пламя», «Персидский мальчик», «Погребальные игры».
Тема гомосексуальности занимает важное место и в художественном фильме «Александр» режиссёра Оливера Стоуна (США, 2004), где главную роль сыграл Колин Фаррелл. Этот фильм не является «биографическим» в полном смысле слова: сценаристы пропустили многие важные моменты биографии полководца, из-за чего многие поступки Александра кажутся зрителям иррациональными. В целом фильм воспроизводит героический миф о царе Македонии с особым упором на его завоевания. Акцентирование внимания на эдиповом комплексе царя и его страхе перед женщинами, вероятно, было задумано, чтобы сделать Александра более близким современному зрителю с помощью известных фрейдистских мотивов. Также об Александре снято несколько фильмов. Это голливудский пеплум 1956 года «Александр Великий» (США, 1956) с Ричардом Бёртоном в главной роли, телевизионный фильм 1968 года, снятый в США и занявший 34 место среди 50 худших фильмов рейтинга TV Guide, а также фантасмагория Теодороса Ангелопулоса о событиях XX века (1980 год).

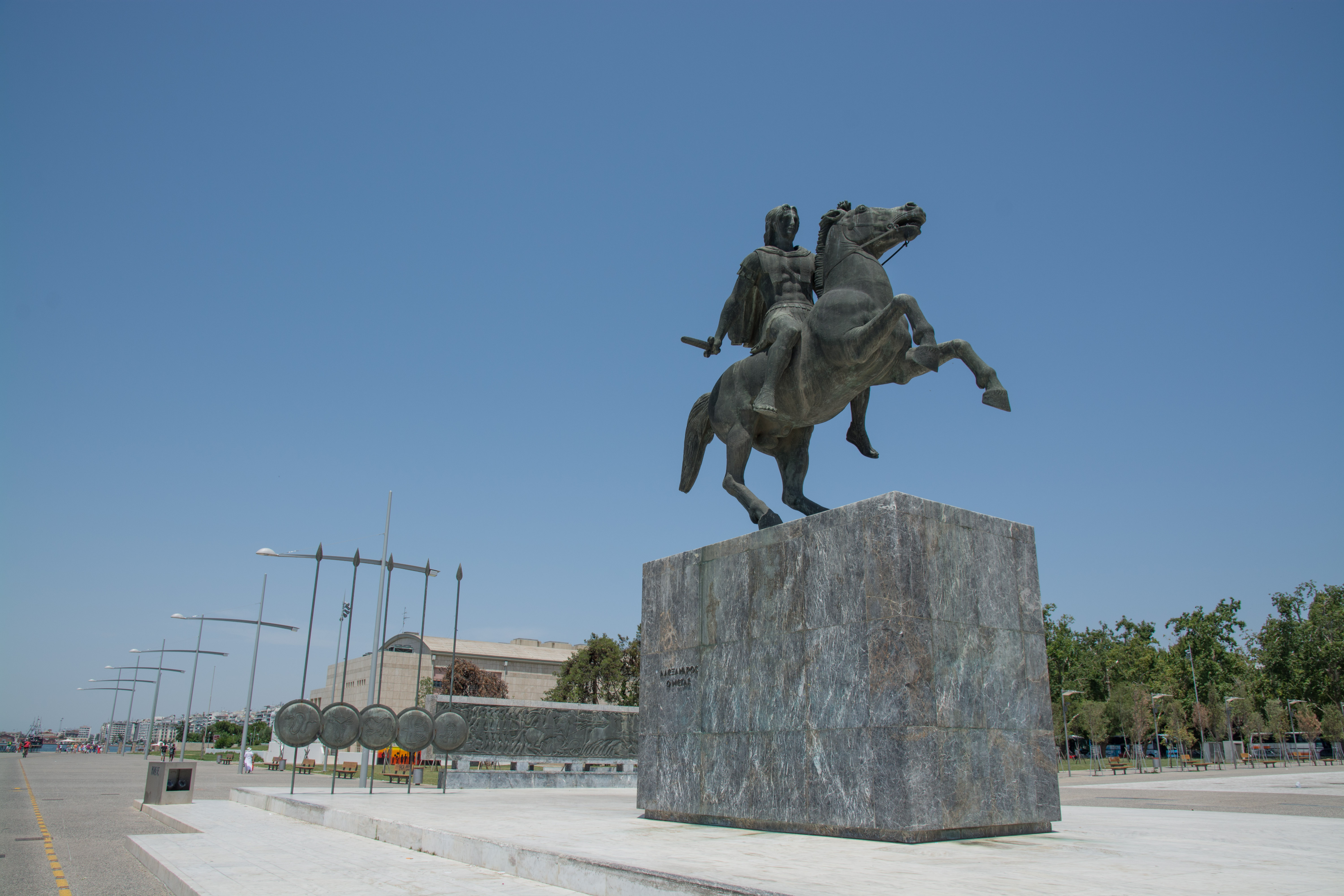
Статуя Александра Македонского в Салониках, Греция

В современном мире два государства претендуют на статус своеобразных наследников Македонского царства: это славяноязычная Северная Македония и Греция, в составе которой и находится территориальное ядро Древней Македонии с её столицами и родиной Александра, Пеллой. Первое из них сразу после своего возникновения в 1991 году начало создавать культ царя Александра; это проявилось в наименовании улиц в городах и создании ряда памятников. В декабре 2006 года имя царя получил аэропорт в Скопье (Aerodrom Skopje «Aleksandar Veliki»), в 2011 году в центре этого города появилась 12-метровая конная статуя, подразумевающая Александра, но во избежание эскалации политико-исторических конфликтов с Грецией статуя была названа «Воином на коне». Греки считают такие действия северных соседей провокацией, настаивая на том, что античная Македония — часть греческой культурной традиции. В начале 2018 года правительство Республики Македонии впервые пошло на попятный: в рамках урегулирования спора об имени нового государства оно согласилось переименовать аэропорт и названную в честь Александра автодорогу.

#### Мультипликация
Александр является персонажем ряда мультфильмов:
- «Александр» (Япония, 1999) — аниме-сериал, основанный на ранобэ Араматы Хироси[393]
- «Александр — Фильм» (Япония, 2000) — компиляция первых четырёх эпизодов оригинального сериала
- «Александр Великий» (Италия, 2006) — компьютерный полнометражный анимационный фильм[394]
- Fate/Zero (Япония, 2011) — аниме-сериал, созданный студией ufotable по одноимённому ранобэ Гэна Уробути. Александр (Искандер) представлен как один из центральных персонажей (слуга класса Райдер) и харизматический лидер, верный собственным идеалам тирании[395]. Искандер удостоился награды от журнала Newtype как лучший мужской персонаж аниме 2012 года[396]

#### Компьютерные и мобильные игры
Александр стал персонажем ряда игр:
- Alexander[397]
- Rome: Total War — Alexander
- Civilization IV: Warlords
- Civilization V
- Civilization VI
- Empire Earth
- Rise of Nations: Thrones and Patriots
- Rise and Fall: Civilizations at War
- Call to Power II
- Fate/Grand Order

## Комментарии
1. ↑  Сюжет картины основан на случае, когда греческий врач Филипп в Сирии спас жизнь Александру Македонскому, заставив того выпить опасное лекарство, хотя Александр имел письмо о том, что Филипп подкуплен персами.
2. ↑  Плутарх (Александр, 76) упоминает о том, что Александр умер на двадцать восьмой день месяца десия; М. Л. Гаспаров в примечаниях к переводу отмечает: «по расчётам историков, [это] 10 июня 323 г.»
3. ↑  Существует распространённая Птолемеем I легенда, будто именно Нектанеб II был настоящим отцом Александра.
4. 1 2  По некоторым мнениям Книга пророка Даниила была написана после смерти Александра.
5. ↑  По Е. Бертельсу: 1. Бегство Нектанеба из Египта и его связь с Олимпиадой; 2. Рождение Александра; 3. Африканский поход и основание Александрии; 4. Война Александра в Сирии; 5. Поездка Александра в лагерь Дария под видом посла, война с Дарием и завоевание Ирана; 6. Война с Пором, правителем Индии; 7. Встреча Александра с брахманами-гимнософистами; 8. Александр и царица Кандаке; 9. Александр в стране амазонок; 10. Смерть Александра в Вавилоне.